# Lima
Lima ist die Hauptstadt des südamerikanischen Andenstaates Peru und die mit Abstand größte Stadt des Landes. Im Verwaltungsgebiet der Stadt, der Provinz Lima, leben 8.574.974 Menschen (Stand 2017). In der Konurbation Limas mit der Hafenstadt Callao leben insgesamt etwa 10.480.000 Einwohner. Beide Städte bilden die Metropolregion Lima (Área Metropolitana de Lima).
Lima ist ein wichtiger Verkehrsknotenpunkt sowie das bedeutendste Wirtschafts- und Kulturzentrum von Peru mit zahlreichen Universitäten, Hochschulen, Museen und Baudenkmälern. Die Altstadt von Lima wurde 1991 von der UNESCO zum Weltkulturerbe erklärt.

## Geographie

### Geographische Lage
Lima liegt am Río Rímac am Fuße der trockenen Westflanke der zentralperuanischen Anden. Nach Javier Pulgar Vidal befindet sich das Stadtzentrum in der geographischen Zone der Chala, auf rund 160 Metern über dem Meeresspiegel. Das Siedlungsgebiet der Stadtregion erstreckt sich bis in die Höhenzone der westlichen Yunga (ab 500 Metern) und erreicht bei Chosica eine Höhe von knapp 1.000 Metern (Chosicas Hauptplatz befindet sich auf rund 950 Metern).
Das Verwaltungsgebiet der Stadt ist mit der Provinz Lima (auch „Municipalidad Metropolitana de Lima“) identisch und hat eine Fläche von 2.672,28 Quadratkilometern (zum Vergleich: Saarland = 2.568,65 Quadratkilometer). Davon gehören 825,88 Quadratkilometer (30,9 Prozent) zur Kernstadt (hohe Bebauungsdichte und geschlossene Ortsform), 1.846,4 Quadratkilometer (69,1 Prozent) bestehen aus Vorstädten und Gebieten mit ländlicher Siedlungsstruktur. Die Metropolregion Lima (Área Metropolitana de Lima) umfasst die 43 Bezirke der Region Lima Metropolitana und die sechs Bezirke der Region Callao. Sie erstreckt sich über eine Fläche von 2.819,26 Quadratkilometer.
Das Stadtgebiet (área urbana) von Lima besitzt eine Ausdehnung von etwa 60 Kilometern in Nord-Süd-Richtung und rund 30 Kilometern in Ost-West-Richtung. Das dicht bebaute Stadtgebiet wird im Norden grob durch den Fluss Río Chillón und im Süden durch den Fluss Río Lurín begrenzt, im Osten durch den Zusammenfluss des Río Santa Eulalia mit dem Hauptfluss Río Rímac. Das Stadtzentrum befindet sich etwa 10 Kilometer Luftlinie landeinwärts am Río Rímac, welchem auch die peruanische Eisenbahn – die zweithöchstgelegene der Welt (höchste ist die Lhasa-Bahn) – und die Hauptstraße in Richtung Ticliopass (4.781 Meter) folgen, dem Hauptzugang zum von den Anden geprägten Zentralland Perus.
Der Río Rímac hat für Lima größte Bedeutung. Er führt der Stadt Trinkwasser aus reinem Gletscherwasser zu. Der Rückzug des Gletschers, der vermutlich durch den Klimawandel bedingt ist, führt dazu, dass es vorübergehend mehr Wasser gibt. Wären die Gletscher nicht mehr vorhanden, versiegte der Fluss und damit die Lebensgrundlage der Menschen, Tiere und Pflanzen in der Region. Zudem stellt das gesamte Einzugsgebiet des Río Rímac durch seine Wasserkraft (beispielsweise die Elektrizitätswerke von Huampaní, Matucana und Huinco) einen Großteil der Elektrizitätsversorgung für die Stadt sicher.

### Stadtgliederung
Das Verwaltungsgebiet der Stadt ist mit der Provinz Lima identisch. Diese gliedert sich in 43 Bezirke (Distritos). Davon entfallen 30 auf die Kernstadt. Diese sind (* Siedlungszentrum unter anderem Namen):
Ate (*Vitarte), Barranco, Breña, Cercado de Lima, Chorrillos, Comas, El Agustino, Independencia, Jesús María, La Molina, La Victoria, Lince, Los Olivos, Magdalena del Mar, Miraflores, Pueblo Libre (*Magdalena Vieja), Puente Piedra, Rímac, San Borja, San Isidro, San Juan de Lurigancho, San Juan de Miraflores, San Luis, San Martin de Porres, San Miguel, Santa Anita, Santiago de Surco, Surquillo, Villa El Salvador und Villa María del Triunfo.
13 Bezirke Limas liegen außerhalb der Kernstadt in den Vorstädten und ländlichen Gebieten. Diese sind: Ancón, Carabayllo, Chaclacayo, Cieneguilla, Lurigancho (*Chosica), Lurin, Pachacámac, Pucusana, Punta Hermosa, Punta Negra, San Bartolo, Santa Maria del Mar und Santa Rosa.
Siehe auch: Liste der Stadtbezirke von Lima

### Klima
Die Stadt befindet sich in der tropischen Klimazone und wird ebenfalls von Carl Troll als tropisch eingeordnet. Auf eine nähere Klimaklassifikation geht die effektive Klimaklassifikation von Koeppen ein, demnach besitzt Lima ein heißes Wüstenklima (BWh), welches typisch für die peruanische Küstenwüste ist. Ebenfalls weist die jährliche Temperaturamplitude von nur 5 Grad Celsius auf ein typisch tropisches Klima hin. Dennoch sind Temperaturwerte und Sonnenstunden für eine in den Tropen gelegene Stadt sehr niedrig. Ein Grund für diese Werte ist der relativ kalte Humboldtstrom, der das Land abkühlt. Ebenso sorgt dieser im Winter als Folge von Kondensation des Wasserdampfes in der Luft über dem relativ kalten Ozean für dichten Küsten- oder Hochnebel, der die ganze Stadt von Mai bis Oktober einhüllen kann. Die daraus resultierende geringere Sonneneinstrahlung trägt zu den niedrigeren Temperaturen noch zusätzlich bei. Besonders deutlich wird das im Vergleich von Winter und Sommer (Juli und Januar). Während die Sonne im Juli durchschnittlich nur 28,6 Stunden scheint, gibt es im Januar etwa 179,1 Sonnenstunden, durchschnittlich 1284 Sonnenstunden pro Jahr. Zum Vergleich: Der Jahresdurchschnitt der Sonnenscheine in Berlin liegt bei 1625,6 Stunden.
Der Sommer (Dezember bis März) ist in Lima durch anhaltenden Sonnenschein bei angenehmen Temperaturen gekennzeichnet. Der wärmste Monat ist der Februar mit einem Durchschnittswert von 22,3 Grad Celsius, während im Winter (kältester Monat August) die durchschnittliche Temperatur auf 15,1 Grad Celsius fällt. Die ganzjährige Durchschnittstemperatur beträgt dabei 18,2 Grad Celsius. Die Sonnenscheindauer über das ganze Jahr beträgt etwa 1.284 Sonnenstunden, die hauptsächlich im Sommer liegen. Das sind außergewöhnlich niedrige Werte für die geographische Breite der Stadt. Aufgrund des Wüstenklimas fällt kaum Regen, dieser ist mit 13 Millimeter Niederschlag pro Jahr äußerst gering. Es kommen aber auch längere Perioden mit überhaupt keinem Niederschlag vor.
|                       | Jan  | Feb  | Mär  | Apr  | Mai  | Jun  | Jul  | Aug  | Sep  | Okt  | Nov  | Dez  |   |      |
| Mittl. Tagesmax. (°C) | 25,8 | 26,5 | 26,0 | 24,3 | 21,7 | 19,7 | 18,7 | 18,4 | 18,7 | 19,9 | 21,9 | 23,9 | ⌀ | 22,1 |
| Mittl. Tagesmin. (°C) | 19,1 | 19,4 | 19,2 | 17,6 | 16,1 | 15,3 | 15,0 | 14,6 | 14,6 | 15,2 | 16,4 | 17,7 | ⌀ | 16,7 |
|                       |      |      |      |      |      |      |      |      |      |      |      |      |   |      |
| Niederschlag (mm)     | 0,9  | 0,3  | 4,9  | 0,0  | 0,1  | 0,3  | 0,3  | 0,3  | 5,4  | 0,2  | 0,0  | 0,3  | Σ | 13   |
|                       |      |      |      |      |      |      |      |      |      |      |      |      |   |      |
| Sonnenstunden (h/d)   | 6,3  | 6,8  | 6,9  | 6,7  | 4,0  | 1,4  | 1,1  | 1,0  | 1,1  | 2,5  | 4,1  | 5,0  | ⌀ | 3,9  |
|                       |      |      |      |      |      |      |      |      |      |      |      |      |   |      |
| Wassertemperatur (°C) | 20,5 | 20,7 | 20,9 | 19,5 | 18,8 | 18,1 | 16,7 | 16,2 | 15,7 | 16,5 | 17,7 | 19,3 | ⌀ | 18,4 |

| 19,1 |

| 19,4 |

| 19,2 |

| 17,6 |

| 16,1 |

| 15,3 |

| 15,0 |

| 14,6 |

| 14,6 |

| 15,2 |

| 16,4 |

| 17,7 |

| 19,1 |

| 19,4 |

| 19,2 |

| 17,6 |

| 16,1 |

| 15,3 |

| 15,0 |

| 14,6 |

| 14,6 |

| 15,2 |

| 16,4 |

| 17,7 |

## Zeichen

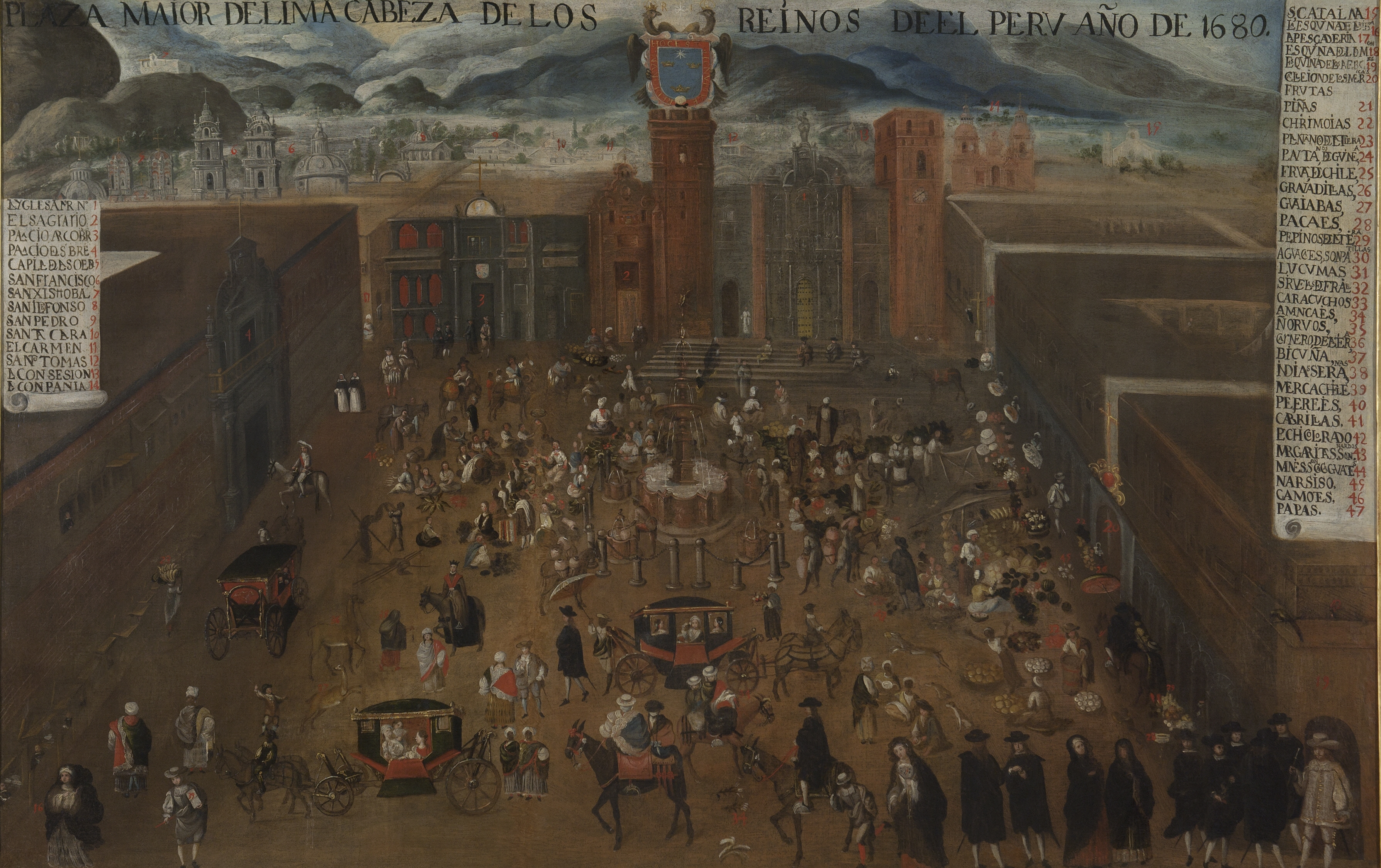
Plaza Mayor de Lima im Jahr 1680, Museo de América (Madrid). Das Wappen der Stadt ist oben auf dem Bild zu sehen.

### Flagge
Während der Kolonie war sie als „Königliche Standarte der Stadt der Könige von Lima“ bekannt. Sie war aus goldfarbenem Seidenstoff gefertigt und in der Mitte mit dem Stadtwappen bestickt. Laut den Protokollen des Cabildo wurde am 2. Januar 1549 eingeführt.

### Wappen

Das offizielle Wappen der Kolonialstadt Lima seit dem 7. Dezember 1537.

Das Wappen von Lima wurde von der spanischen Krone am 7. Dezember 1537 durch einen in Valladolid von Karl V. (HRR) und seiner Mutter, Königin Johanna von Kastilien, unterzeichneten Wappenbrief verliehen. Es besteht aus einem azurblauen Hauptfeld mit drei goldenen Königskronen in einem Dreieck und einem goldenen Stern darüber, der die drei Kronen mit seinen Spitzen berührt, sowie goldenen Buchstaben in der Spitze, die lauten: „Hoc signum vere regum“: Hoc signum vere regum est (Dies ist das wahre Zeichen der Könige). Auf der Außenseite des Schildes stehen die Initialen I und K (Ioana und Karolus), die Namen der Königin Johanna und ihres Sohnes Karl V. Über den Buchstaben befindet sich ein Stern, der von zwei gekrönten, schwertschwingenden Adlern mit folgendem Wappen umgeben ist.

### Hymne
Die Hymne von Lima wurde am 18. Januar 2008 in einer feierlichen Sitzung in Anwesenheit des damaligen peruanischen Präsidenten Alan García, des Bürgermeisters Luis Castañeda Lossio und verschiedener Behörden zum ersten Mal gesungen. Verantwortlich für die Erstellung der Hymne waren die Stadträte Luis Enrique Tord (Texter), Euding Maeshiro (Komponist der Melodie) und der Musikproduzent Ricardo Núñez (Arrangeur).

## Geschichte

### Herkunft des Namens

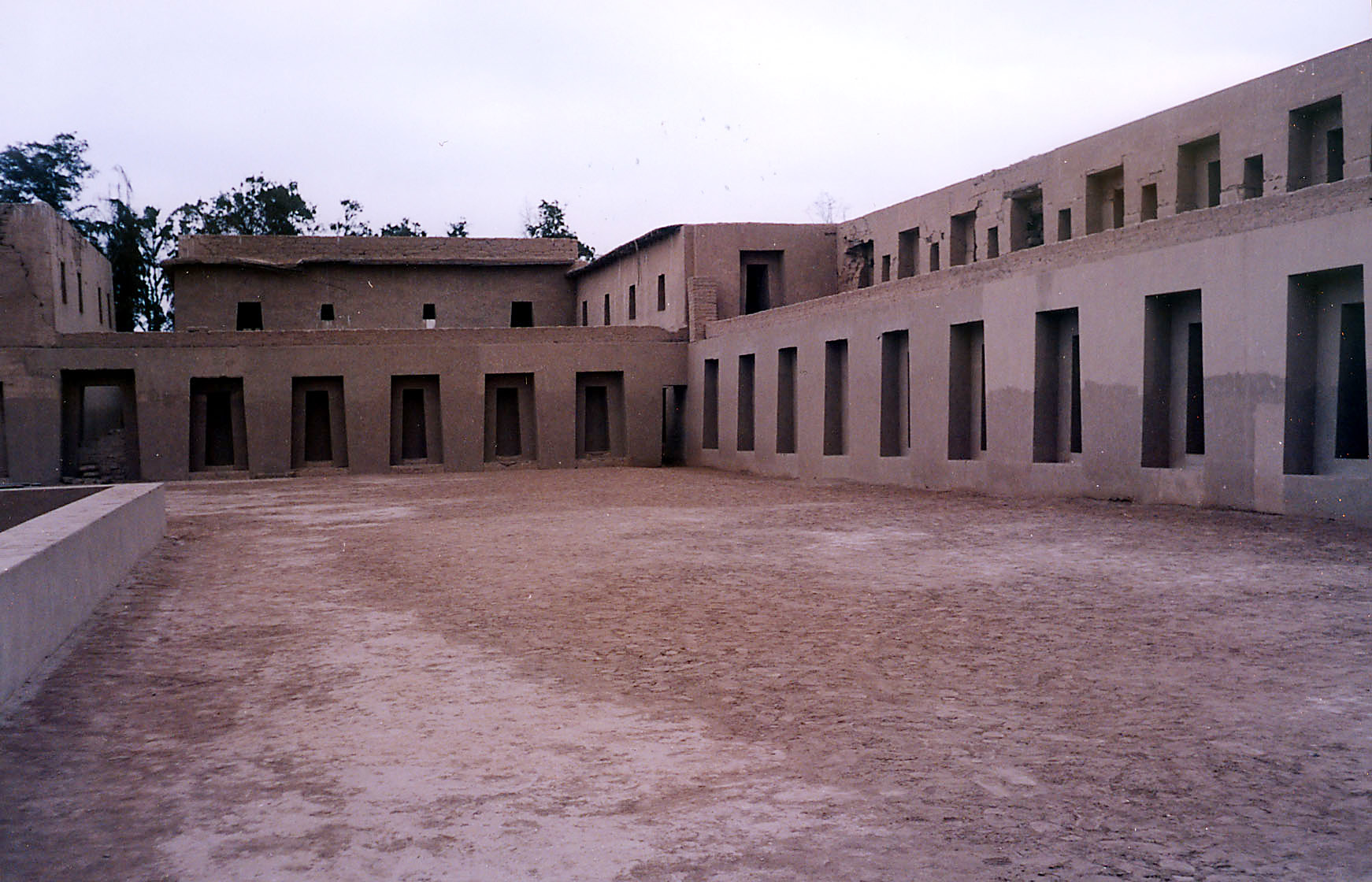
Pachacámac, erbaut zwischen dem 3. und 15. Jahrhundert, war eines der wichtigsten präkolumbianischen Pilgerzentren an der peruanischen Küste. Auf dem Bild, der Tempel des Mondes.

Die Stadt Lima erhielt ihren Namen aufgrund ihrer indigenen Wurzeln; der Name stammt vermutlich vom Jaqaru-Wort lima – limaq oder limaq – wayta, das „gelbe Blume“ bedeutet. Eine zweite Möglichkeit ist, dass der Name sich vom Quechua-Wort rimaq (bzw. Wanka limaq) herleitet, das übersetzt „Sprecher“ bedeutet. Hierfür spricht die Tatsache, dass der Fluss, an dem die Stadt liegt, Río Rímac (Quechua: Rimaq) heißt.

### Präkolumbianische Ära

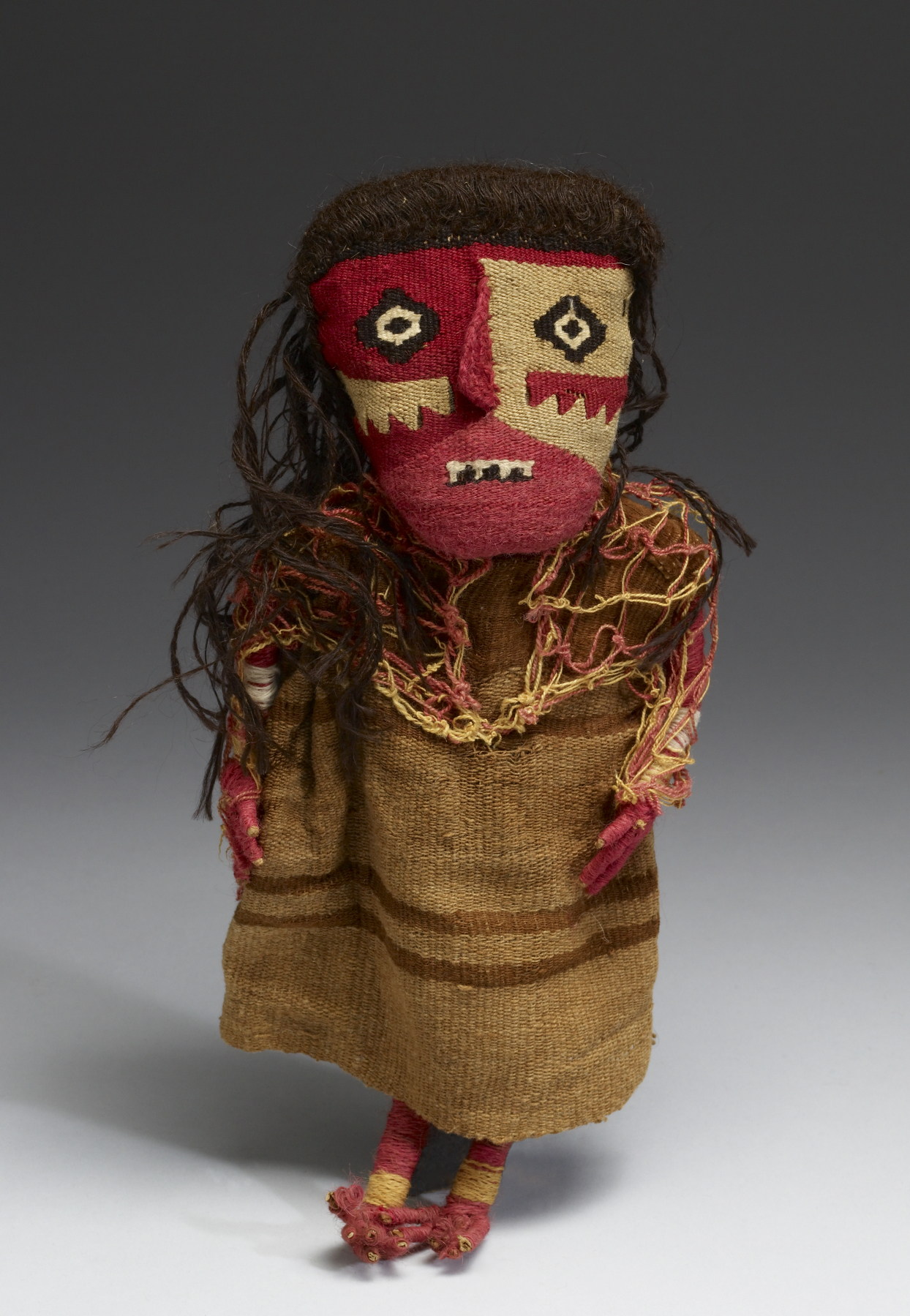
Textilpuppe (11. Jahrhundert), Chancay-Kultur, gefunden in Lima, Walters Art Museum. Kleine Puppen, die häufig in alten peruanischen Gräbern gefunden werden.

Obwohl die Geschichte der Stadt Lima mit ihrer Gründung durch die Spanier im Jahr 1535 beginnt, war das Gebiet, das von den Tälern der Flüsse Rímac, Chillón und Lurín gebildet wird, von vorinkaischen Siedlungen besetzt, die unter der Herrschaft der Ichma standen. Es war die Lima-Kultur, die in diesen Gebieten eine Identität schuf und formte, was sich im archäologischen Komplex von Maranga in Lima widerspiegelt, einem der wichtigsten im Rimac-Tal. Die Heiligtümer von Lati (dem heutigen Puruchuco) und Pachacámac, dem wichtigsten Wallfahrtsort der Inkazeit, der vom 3. bis zum 15. Jahrhundert von mehreren Zivilisationen erbaut und bis zur Ankunft der spanischen Eroberer genutzt wurde. Pachacámac ist der größte Tempel für den Schöpfergott Pachakamaq.
Diese Kulturen wurden vom Wari-Reich auf dem Höhepunkt seiner imperialen Expansion erobert. Zu dieser Zeit wurde auch das zeremonielle Zentrum von Cajamarquilla errichtet. Als die Bedeutung der Wari abnahm, gewannen die lokalen Kulturen ihre Autonomie zurück, vor allem die Chancay-Kultur. Später, im 15. Jahrhundert, wurden diese Gebiete in das Inkareich eingegliedert, das den Wallfahrtsort Pachacamac in eine bedeutende kaiserliche Stätte verwandelte.
Seitdem gibt es überall in der Stadt eine Vielzahl von Wak'as, von denen einige noch erforscht werden. Die wichtigsten und bekanntesten sind Huallamarca, Huaca Pucllana, Cerro Trinidad, Cerro Culebra im Chillón, Catalina Huanca und Mateo Salado, die alle mitten in Limas Stadtvierteln liegen und daher von Geschäfts- und Wohngebäuden umgeben sind. Diese Stätten haben unter der Plünderung und dem Wachstum der Stadt gelitten, aber die erhaltenen sind immer noch beeindruckend.

### Gründung von Lima

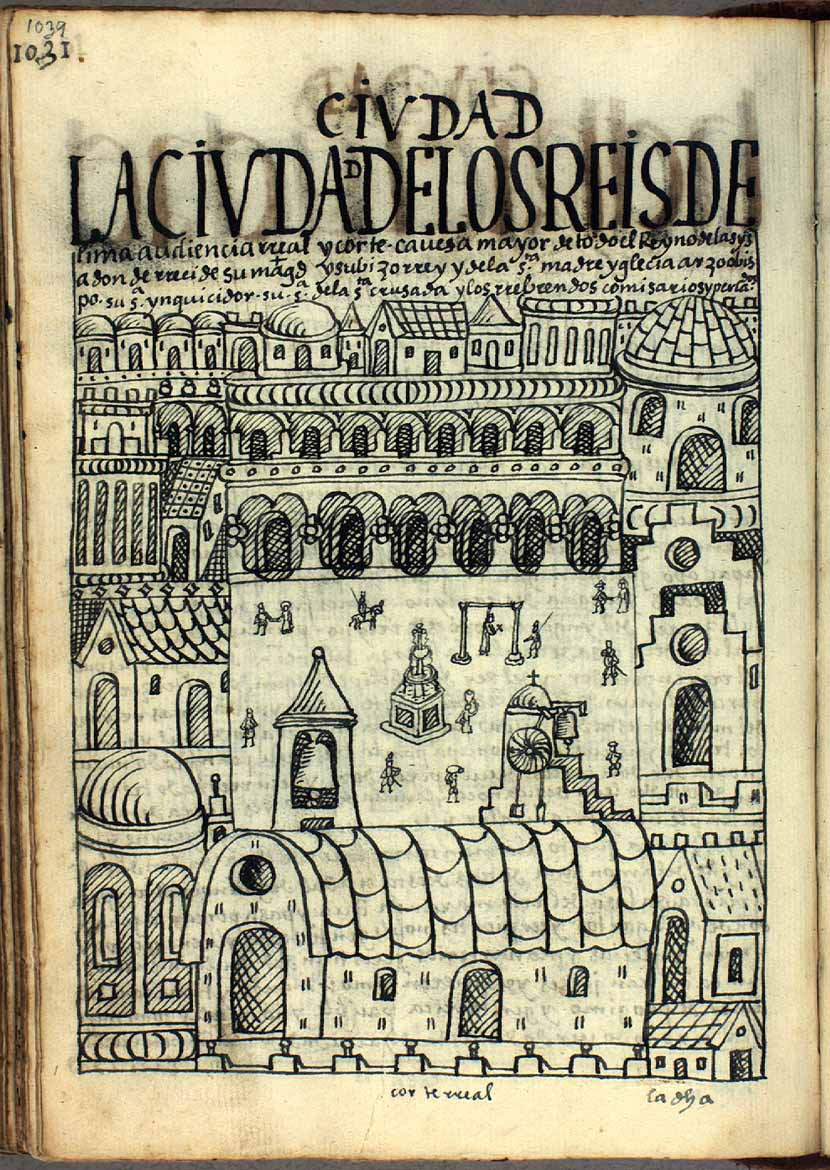
„Die Stadt der Könige von Lima“ 1615 von dem Inka-Maler Guamán Poma. Dänische Königliche Bibliothek.

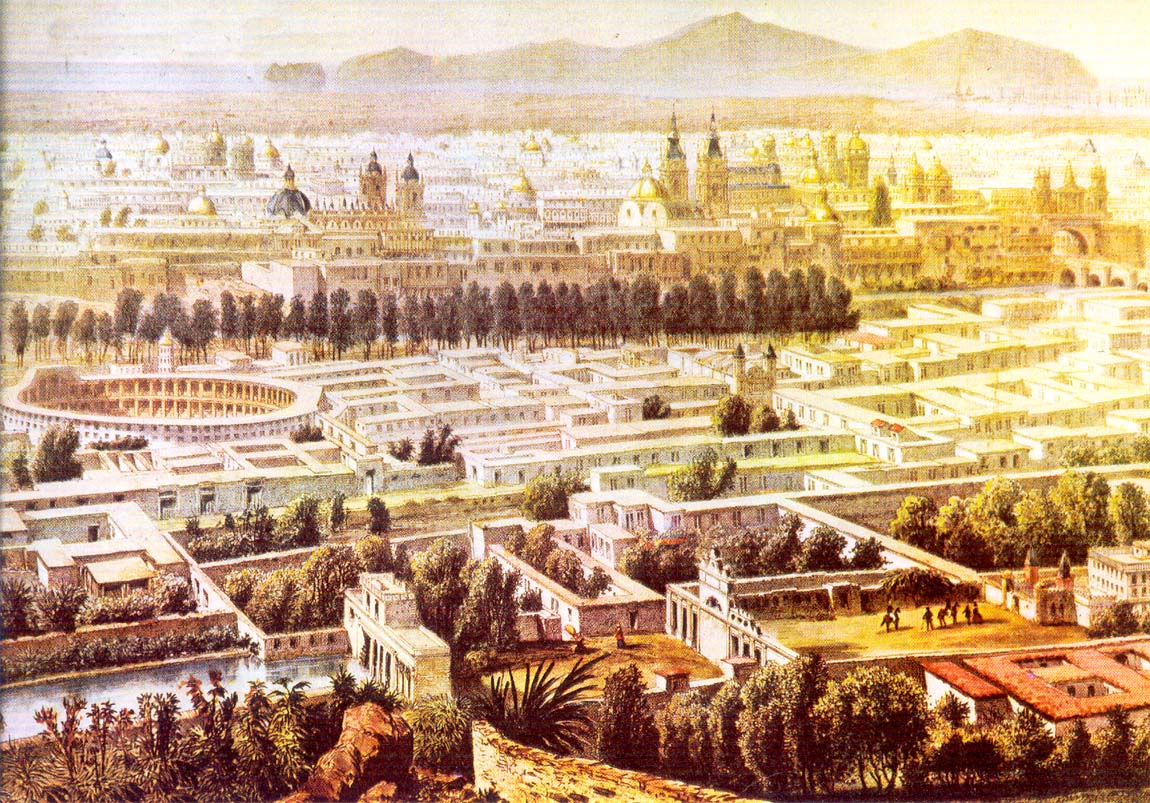
Lima vom Stadtteil Rímac aus gesehen, 1850, Gemälde von Batta Molinelli

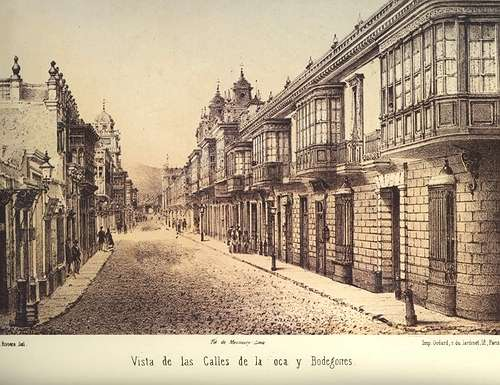
Kolonialstraße La Oca und Bodegones (Lima) im Jahr 1866 von Manuel A. Fuentes und Firmin Didot Brothers. University of Chicago Library.

Im Jahr 1532 nahmen die Spanier und ihre indigenen Verbündeten (aus von den Inkas unterworfenen Volksgruppen) unter dem Kommando von Francisco Pizarro den Monarchen Atahualpa in der Stadt Cajamarca gefangen. Obwohl ein Lösegeld gezahlt wurde, wurde er aus politischen und strategischen Gründen zum Tode verurteilt. Nach mehreren Schlachten eroberten die Spanier ihr Reich. Die spanische Krone ernannte Francisco Pizarro zum Gouverneur der eroberten Gebiete. Nachdem ein Versuch, eine Hauptstadt in Jauja zu errichten gescheitert war, beschloss Pizarro, die Hauptstadt im Tal des Rímac-Flusses zu gründen.
Schon vor der Ankunft der Spanier war der Großraum von Lima das am dichtesten besiedelte Gebiet der peruanischen Küste. Am 18. Januar 1535 wurde Lima von dem spanischen Eroberer Francisco Pizarro unter dem Namen Ciudad de los Reyes (Stadt der [Heiligen Drei] Könige) auf einer Eingeborenensiedlung am Südufer des Flusses Rímac gegründet. Für Pizarro waren strategische Überlegungen entscheidend, als er sich für das fruchtbare Tal des Río Rímac entschied. So befand er sich für den Notfall in der Nähe seiner Schiffe und hatte dennoch einen guten Ausgangspunkt, um relativ schnell in die Zentralanden zu gelangen.
Er hielt Lima für strategisch günstig gelegen, in der Nähe einer für den Bau von Häfen geeigneten Küstenlinie, aber in vorsichtiger Entfernung davon, um Angriffe von Piraten und fremden Mächten zu vermeiden, auf fruchtbarem Boden und mit einem geeigneten kühlen Klima. So wurde Lima am 6. Januar 1535 als "Stadt der Könige" zu Ehren des Dreikönigsfestes auf Ländereien gegründet, die den Kuraken von Taulichusco gehört hatten. Die Erklärung für diesen Namen ergibt sich aus der Tatsache, dass "die Spanier etwa zur gleichen Zeit im Januar einen Ort suchten, um den Grundstein für die neue Stadt zu legen, [...] unweit des Heiligtums von Pachacámac, in der Nähe des Flusses Rímac.
Doch wie die Region, die zunächst Neukastilien und dann Peru hieß, wurde die Stadt Ciudad de los Reyes de Lima (Stadt der Könige von Lima) genannt. Im Laufe der Zeit behielt die Stadt ihren ursprünglichen Namen bei, der sich aus der Quechua-Sprache (rimaq ['li.maq'], gesprächig) von ihrem Fluss, dem Rímac, ableitet... Pizarro legte unter Mitwirkung von Nicolás de Ribera, Diego de Agüero und Francisco Quintero persönlich die Plaza Mayor und den Rest des städtischen Netzes an und errichtete den Palast des Vizekönigs (heute der Palast der peruanischen Regierung, der seinen traditionellen Namen Casa de Pizarro beibehält) und die Kathedrale, deren Grundstein Pizarro mit seinen eigenen Händen legte. Im August 1536 wurde die blühende Stadt von den Truppen des Monarchen Manco Inca Yupanqui und Quizu belagert, aber nach einer sechstägigen Belagerung gelang es den Spaniern und ihren einheimischen Verbündeten, sie zu besiegen.
In den folgenden Jahren gewann Lima immer mehr an Prestige und wurde 1543 zur Hauptstadt des Vizekönigreichs Peru und 1542 zum Sitz einer königlichen Audienz ernannt. Die Lage der Küstenstadt wurde durch die einfache Kommunikation mit Spanien bestimmt, und bald wurde eine enge Verbindung mit dem Hafen von Callao hergestellt. Sie wurde zur wichtigsten Hochburg der spanischen Macht in Peru.

### Die Ära des Vizekönigreichs

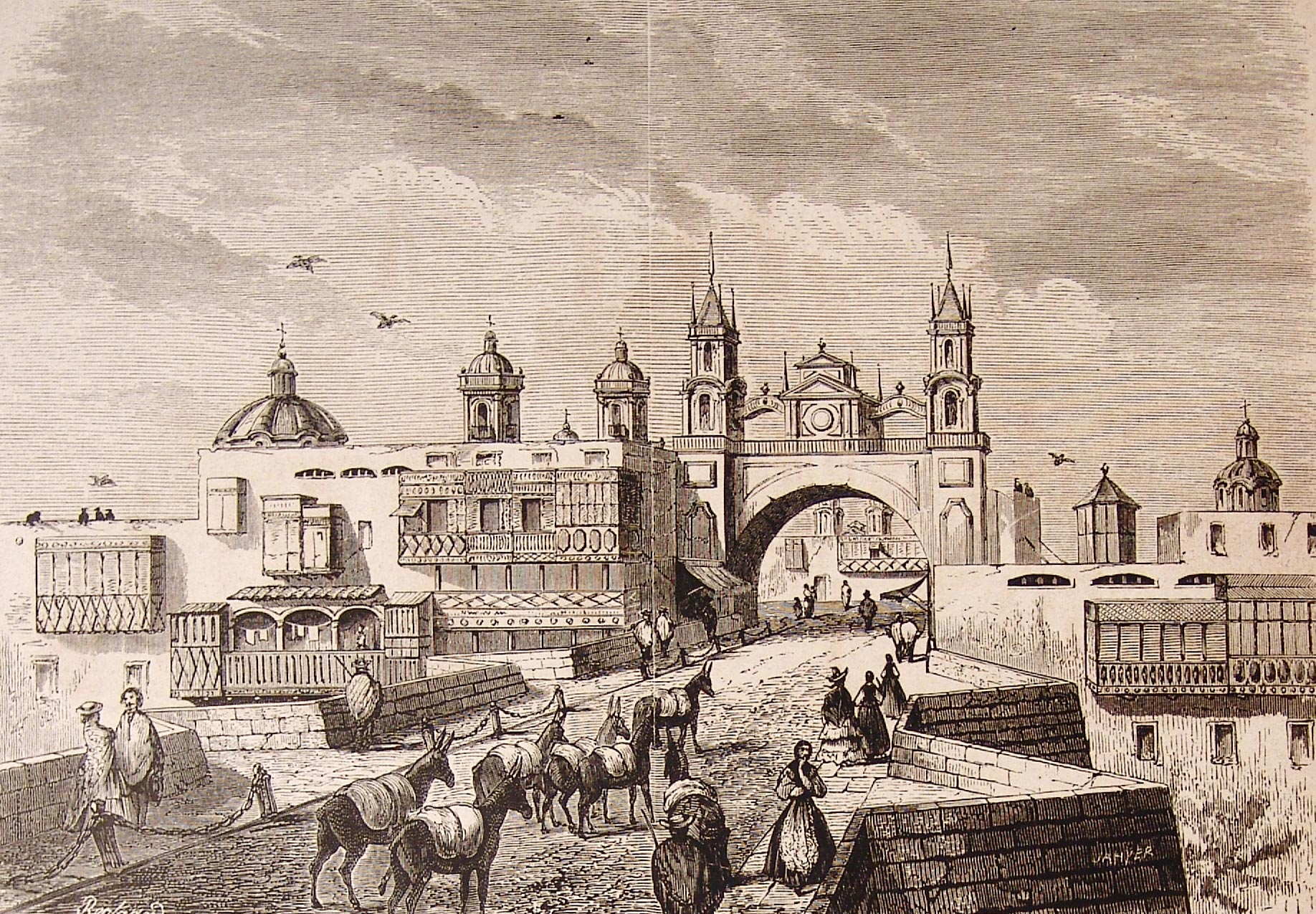
Steinbrücke, das alte Tor Arco del Puente und die Stadtmauern von Lima im Jahr 1878 von El Viajero Ilustrado. Ehemalige Bestände der Universität Sevilla.

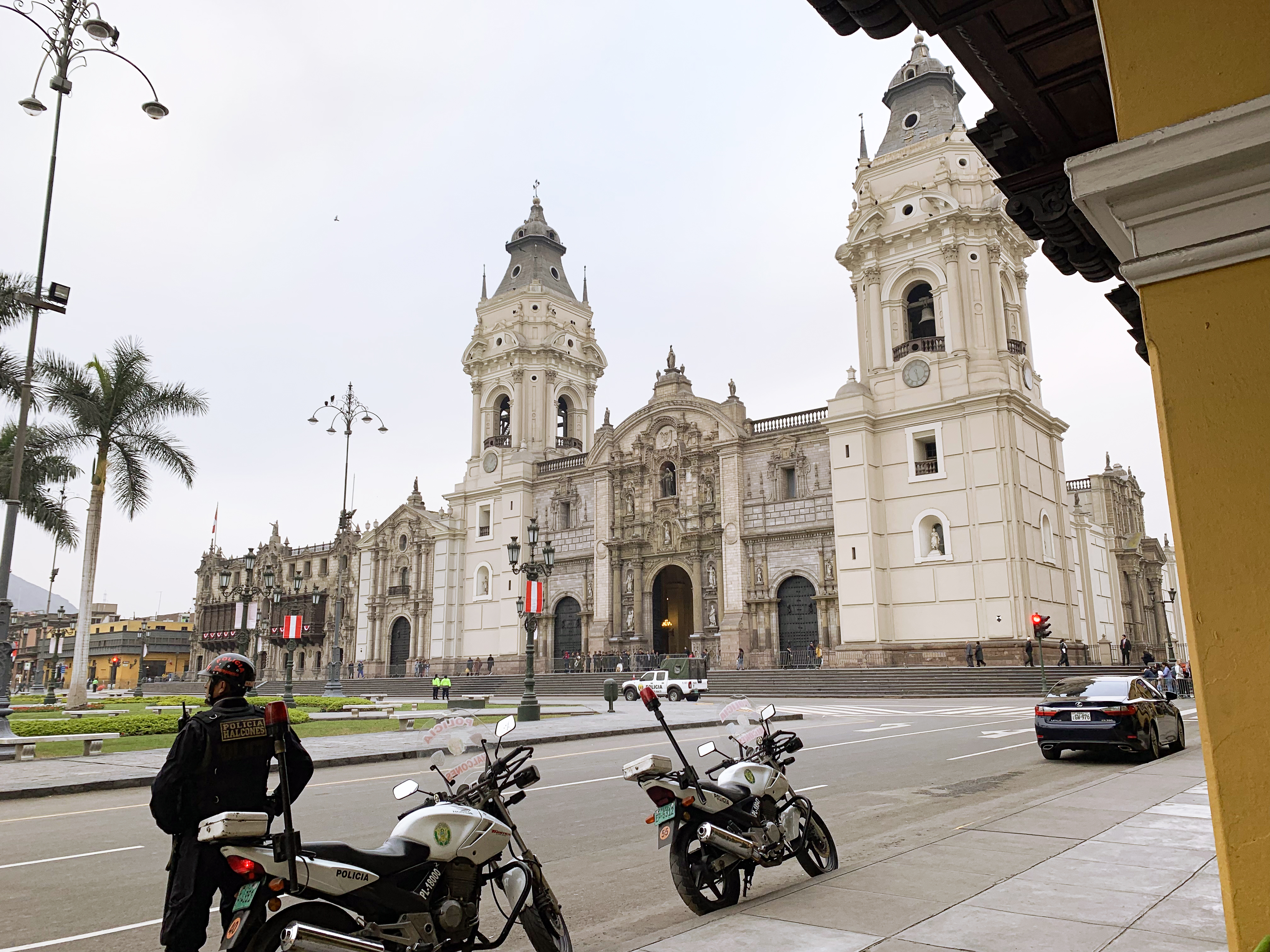
Kathedralbasilika St. Johannes von Lima erbaut 1602 und 1797

1542 gründeten die Spanier das Vizekönigreich Peru, das fast ganz Spanisch-Südamerika umfasste. Lima wurde dessen Hauptstadt und die Residenzstadt des Vizekönigs. Über das 16. und 17. Jahrhundert war Lima das religiöse, wirtschaftliche und politische Zentrum der spanischen Kolonien Südamerikas und ein Zentrum kreolisch-mestizischer Kultur. Das Bistum Lima, 1541 gegründet, wurde 1546 zum Erzbistum und Metropolitansitz erhoben. 1551 wurde mit der Universität San Marcos die zweite Universität auf dem amerikanischen Kontinent gegründet.
Im nächsten Jahrhundert florierte Lima als Zentrum eines riesigen Handelsnetzes, das das Vizekönigreich mit Amerika, Europa und Ostasien verband. Die Stadt und ihr Hafen Callao hatten das Monopol für den Warenverkehr zwischen dem Vizekönigreich und dem Mutterland. Das in Peru geförderte Gold und Silber wurde von hier aus über Panama nach Spanien geschifft. Dieser Reichtum lockte Piraten und Freibeuter im Pazifischen Ozean an. Einer der bekanntesten, Sir Francis Drake, überfiel 1579 Callao. Gegen die Übergriffe der Freibeuter wurde zwischen 1684 und 1687 wurde eine Stadtbefestigung aus bestehenden Stadtmauern Limas errichtet, sie hatte zehn Tore. Zu diesem Zeitpunkt war die Einwohnerzahl Limas bereits auf über 25.000 Bewohner angestiegen.
Eine weitere Gefahr waren Erdbeben, die zwischen 1586 und 1687 einen Großteil der Stadt zerstörten, was zu einer regen Bautätigkeit führte. Aquädukte, Sternentore und Stützmauern wurden gebaut, bevor die Flüsse anschwollen, die Brücke über den Rímac wurde fertiggestellt, die Kathedrale wurde gebaut, und zahlreiche Krankenhäuser, Klöster und Brunnen wurden errichtet. Infolgedessen begann sich die Stadt um ihre Stadtteile zu drehen.
Das Erdbeben von 1687 mit 5.000 Toten markierte einen Wendepunkt in der Geschichte Limas, da es mit einer Rezession des Handels aufgrund des wirtschaftlichen Wettbewerbs mit anderen Städten wie Buenos Aires zusammenfiel. Mit der Gründung des Vizekönigreichs Neu-Granada im Jahr 1717 wurden die politischen Grenzen neu geordnet, und Lima verlor nur einige Gebiete, die bereits Autonomie genossen. Im Jahr 1746 wurde die Stadt durch ein schweres Erdbeben schwer beschädigt und der Callao zerstört, was den Vizekönig José Antonio Manso de Velasco zu einem massiven Wiederaufbau zwang.
In der zweiten Hälfte des 18. Jahrhunderts beeinflussten die Ideen der Aufklärung über öffentliche Gesundheit und soziale Kontrolle die Entwicklung der Stadt. In dieser Zeit war die peruanische Hauptstadt von den Reformen der Bourbonen betroffen und verlor das Außenhandelsmonopol und die Kontrolle über die wichtige Bergbauregion Oberperu (das heutige Bolivien); die Silbereinnahmen aus dieser Region wurden von Lima nach Buenos Aires transferiert. Diese wirtschaftliche Schwächung führte dazu, dass die Elite der Stadt von den Positionen abhing, die von der Vizeköniglichen Regierung und der Kirche gewährt wurden, was dazu beitrug, dass sie mehr mit der Krone als mit der Sache der Unabhängigkeit verbunden blieb.
Den größten politischen und wirtschaftlichen Einfluss auf die Stadt hatte die Gründung des Vizekönigreichs des Río de la Plata im Jahr 1776, die den Verlauf und die Richtung des neuen Handelsverkehrs veränderte. Zu den Gebäuden, die in dieser Zeit errichtet wurden, gehören der Coliseo de Gallos, die Stierkampfarena von Acho und der Allgemeine Friedhof. Die beiden erstgenannten Gebäude wurden errichtet, um die Aktivitäten des Volkes zu regeln und an einem Ort zu zentralisieren, während der Friedhof der Praxis ein Ende setzte, die Toten in Kirchen zu begraben, die von den Behörden als ungesund angesehen wurden.

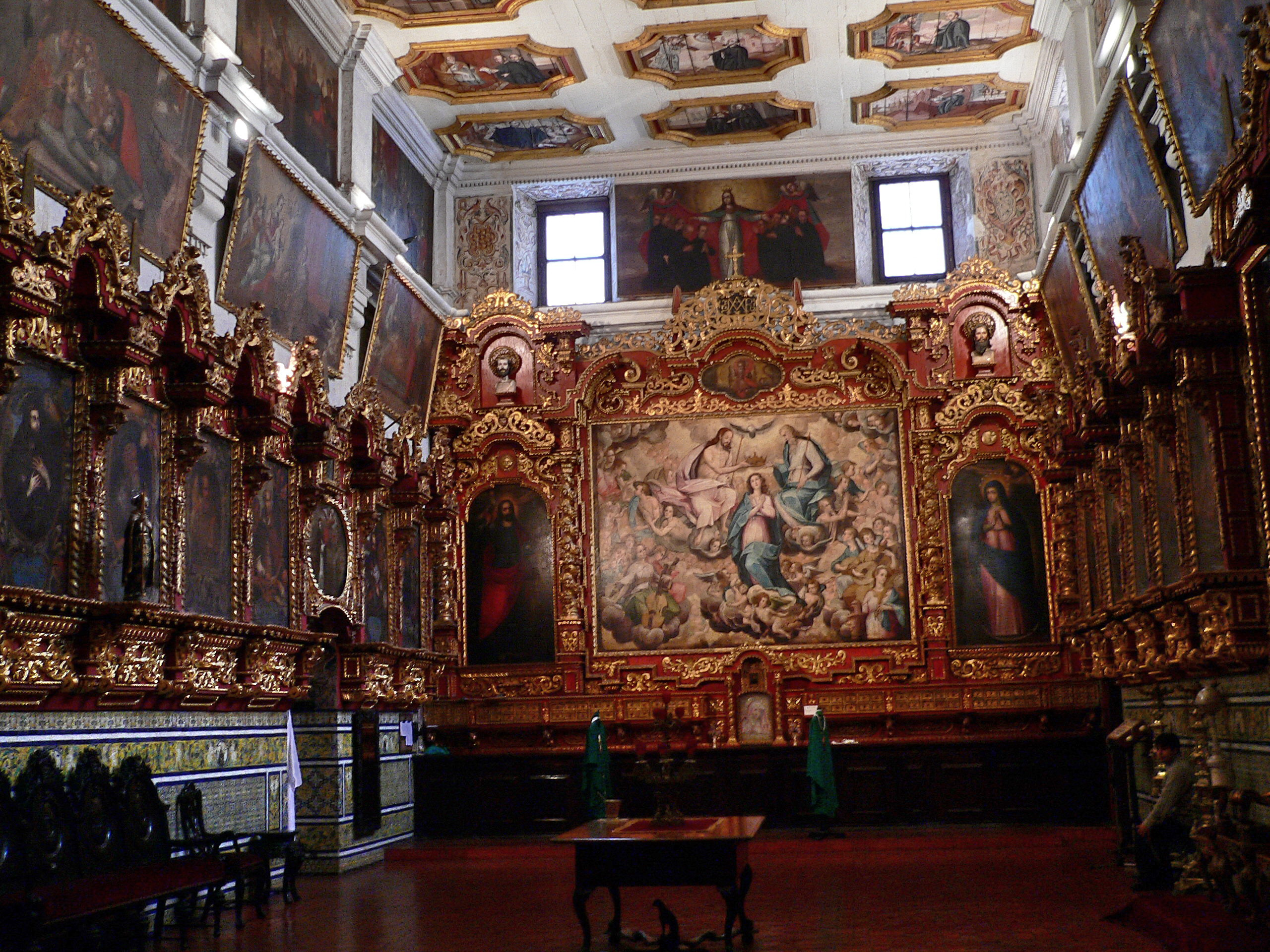
Sakristei der Kolonialbasilika St. Peter in Lima, mit dem Gemälde von Bernardo Bitti im Hintergrund.

### Unabhängigkeit
Eine gemeinsame Expedition argentinischer und chilenischer Unabhängigkeitskämpfer unter der Führung von General Don José de San Martín landete 1820 südlich von Lima, griff die Stadt jedoch nicht an. Angesichts einer Seeblockade und eines Guerillakrieges auf dem Festland sah sich Vizekönig José de la Serna im Juli 1821 gezwungen, die Stadt zu evakuieren, um die royalistische Armee zu retten. Aus Angst vor einem Volksaufstand und in Ermangelung von Mitteln zur Durchsetzung der Ordnung lud der Stadtrat San Martín ein, die Stadt zu betreten, und unterzeichnete auf seine Bitte hin eine Unabhängigkeitserklärung.
Am 28. Juli 1821 rief dort San Martín offiziell die Unabhängigkeit Perus aus, nachdem diese bereits 1820 in Trujillo, wo sich heute das Freiheitsdenkmal „La Libertad“ befindet, erklärt wurde. Am 3. August 1821 wurde San Martín zum Protektor der neuen Republik mit Lima als Hauptstadt erwählt. 1861 lebten in der Stadt etwa 100.000 Menschen. Mitte des 19. Jahrhunderts begann eine Phase der Industrialisierung und 1851 wurde in der peruanischen Hauptstadt die erste Eisenbahnlinie Südamerikas eingeweiht.
Lima war die Hauptstadt der neuen Republik Peru. Sie war somit Sitz der Regierung des Befreiers und des ersten verfassungsgebenden Kongresses des Landes. Der Krieg dauerte weitere zwei Jahre, in denen die Stadt mehrmals den Besitzer wechselte und von beiden Seiten mit Gräueltaten überzogen wurde. Als der Krieg am 9. Dezember 1824 in der Schlacht von Ayacucho endete, war Lima stark verarmt.

### Republikanische Periode

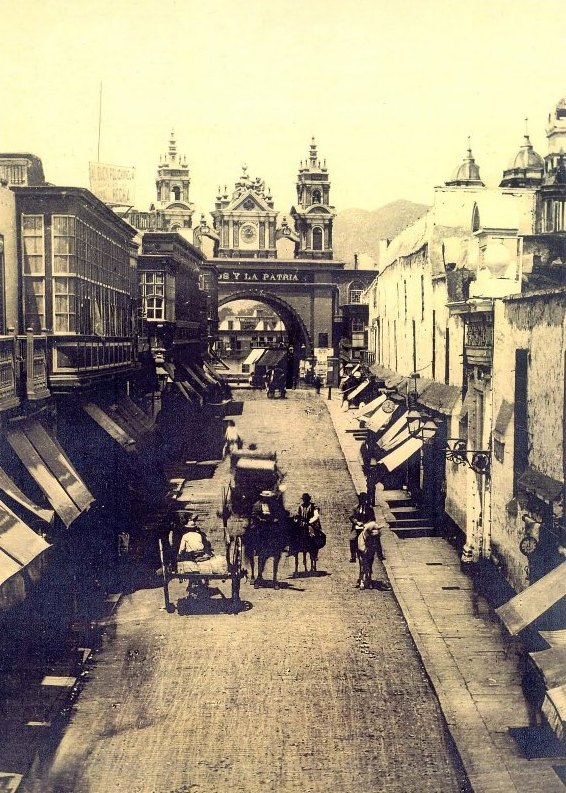
Es handelte sich um ein Tor der kolonialen Stadtmauer von Lima, dem Arco del Puente, dessen teilweise hölzerne Strukturen durch ein von Straßenhändlern gelegtes Feuer im Jahr 1879 zerstört wurden. Die koloniale Stadtmauer von Lima hatte zehn Tore, die heute abgerissen sind.

Nach dem Unabhängigkeitskrieg wurde Lima zur Hauptstadt der Republik Peru, aber die wirtschaftliche Stagnation und die politischen Unruhen im Land lähmten die städtische Entwicklung. Diese Situation änderte sich in den 1850er Jahren, als steigende öffentliche und private Einnahmen aus dem Guano-Export ein rasches Wachstum der Stadt ermöglichten. In den folgenden zwanzig Jahren finanzierte der Staat den Bau großer öffentlicher Gebäude, die die alten vizeköniglichen Einrichtungen ersetzen sollten, darunter der zentrale Markt, der allgemeine Schlachthof, die Nervenheilanstalt, das Zuchthaus und das Krankenhaus Dos de Mayo. Auch die Verkehrsverbindungen wurden verbessert: 1850 wurde eine Eisenbahnlinie zwischen Lima und Callao fertiggestellt, und 1870 wurde eine Eisenbrücke über den Fluss Rímac eingeweiht, die Puente Balta. 1872 wurden die Stadtmauern Limas von dem amerikanischen Ingenieur Henry Meiggs im Auftrag der peruanischen Regierung in Erwartung eines weiteren städtischen Wachstums abgerissen. Diese Zeit der wirtschaftlichen Expansion vergrößerte jedoch auch die Kluft zwischen Arm und Reich und führte zu weit verbreiteten sozialen Unruhen.
Während des Salpeterkriegs (1879–1883) besetzten chilenische Truppen vom 17. Januar 1881 bis zum 23. Oktober 1883 (drei Tage nach der Unterzeichnung des Vertrages von Ancón) die Stadt, die chilenische Soldaten nach dem Einmarsch plünderten. Gegen Ende des 19. Jahrhunderts brachte der Abbau von Guano auf den der Küste vorgelagerten Inseln der Stadt Reichtum und Wohlstand. Zu Beginn des 20. Jahrhunderts setzte dann ein erneuter Wachstumsschub ein. Im Jahre 1919 lebten 175.000 Menschen in Lima.
20 Jahre später waren es bereits über eine halbe Million. Auch viele ausländische Zuwanderer fanden den Weg an die peruanische Küste. Schon in der Kolonialzeit hatten die Spanier schwarze Sklaven aus Afrika geholt und später kamen Chinesen als Vertragsarbeiter ins Land. So entstand im Laufe der Jahre ein multikulturelles Völkergemisch, das entscheidend zum kosmopolitischen Flair der Stadt beigetragen hat.
Die Probleme der Landflucht verschärften sich in der zweiten Hälfte des 20. Jahrhunderts: Bevölkerungsexplosion, mangelnde Infrastruktur, der Terror des Sendero Luminoso (Leuchtender Pfad) in den 1980er und 1990er Jahren und Naturkatastrophen trieben immer mehr Menschen in die Hauptstadt, aufgefangen von den endlosen Elendsvierteln.
Am 17. Oktober 1966 erschütterte ein starkes Erdbeben Lima; mehr als 100 Menschen kamen ums Leben.
In den 1980er Jahren errichteten die wohlhabenden Bewohner des Stadtbezirks La Molina eine drei Meter hohe und 4,5 Kilometer lange Mauer zwischen den Armen- und Reichenvierteln Limas, die in Peru auch als „Mauer der Schande“ bezeichnet wurde. Als Begründung für die Mauererrichtung wurde die Landflucht bzw. Bevölkerungsexplosion Limas infolge des Terrors der Sendero Luminoso angegeben. In den 2020er Jahren wurde die Mauer nach einer Entscheidung des peruanischen Verfassungsgerichts abgerissen.
Am 18. Juni 1986 kam es im Gefängnis Lurigancho, der Frauenstrafanstalt sowie der Gefängnisinsel El Frontón in Callao zu einer Meuterei von 370 vermeintlichen Anhängern des Sendero Luminoso. Die Meuterei wurde von der Regierung mit Waffengewalt niedergeschlagen, in den Männergefängnissen überlebte nur eine Geisel. Insgesamt starben 249 Gefangene; 124 von ihnen wurden erschossen, nachdem sie sich bereits ergeben hatten.
Am 17. Dezember 1996 kam es zur Geiselkrise, als 14 Mitglieder des Movimiento Revolucionario Túpac Amaru während eines Empfanges die japanische Botschaft in Lima stürmten und zahlreiche wichtige Persönlichkeiten als Geiseln nahmen. Am 22. April 1997 stürmte die Armee die japanische Botschaft und beendete die Besetzung blutig. Alle 14 Geiselnehmer, eine Geisel und zwei Soldaten kamen dabei ums Leben. 71 Geiseln wurden befreit.

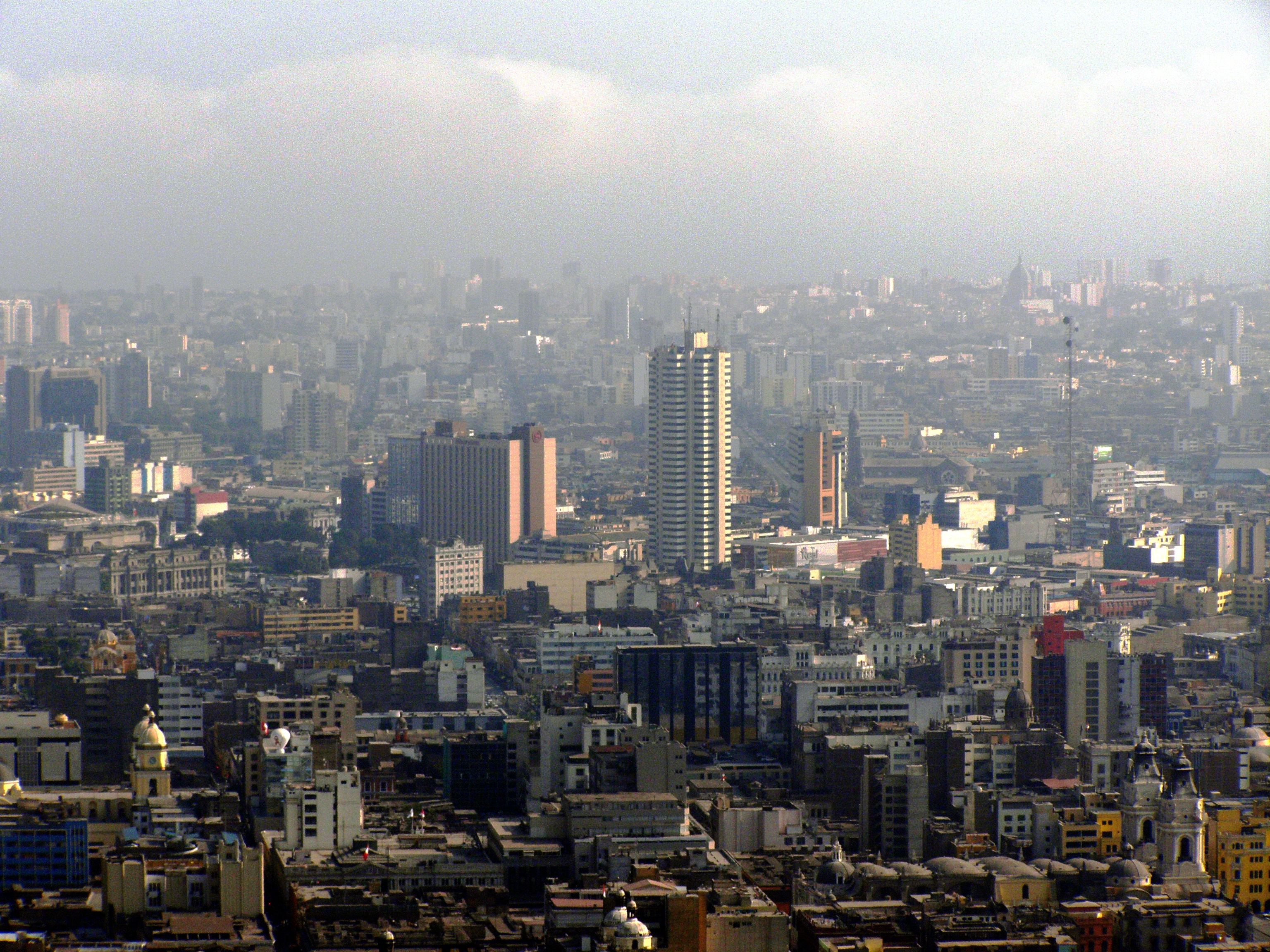
Lima, gesehen vom Cerro San Cristobal

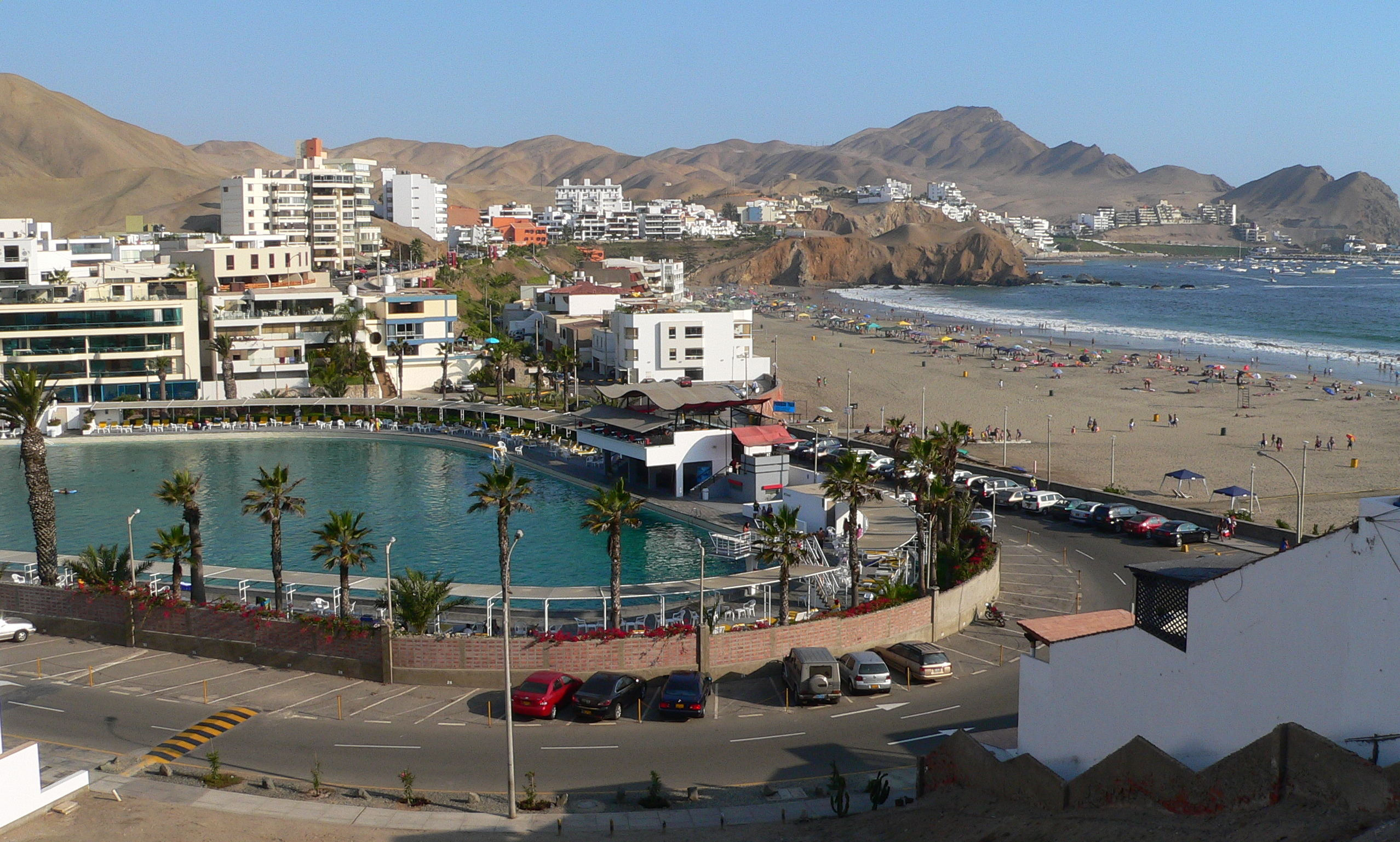
Straße in Santa María del Mar

In den 1990er Jahren gelangten jährlich bis zu 200.000 Menschen aus ländlichen Regionen nach Lima. Schon einige Jahrzehnte zuvor war die obere Mittelschicht aus dem überfüllten Stadtzentrum weggezogen. Sie gründete neue Stadtviertel wie Miraflores oder San Isidro, während die ganz Reichen in die neuen Viertel Monterrico beziehungsweise La Molina im Osten Limas zogen. In den Vierteln dazwischen leben Angehörige der Mittel- und Unterschicht, aus deren ehemaligen Barackenstädten haben sich nun solide, einfache Wohnviertel entwickelt.

### Einwohnerentwicklung

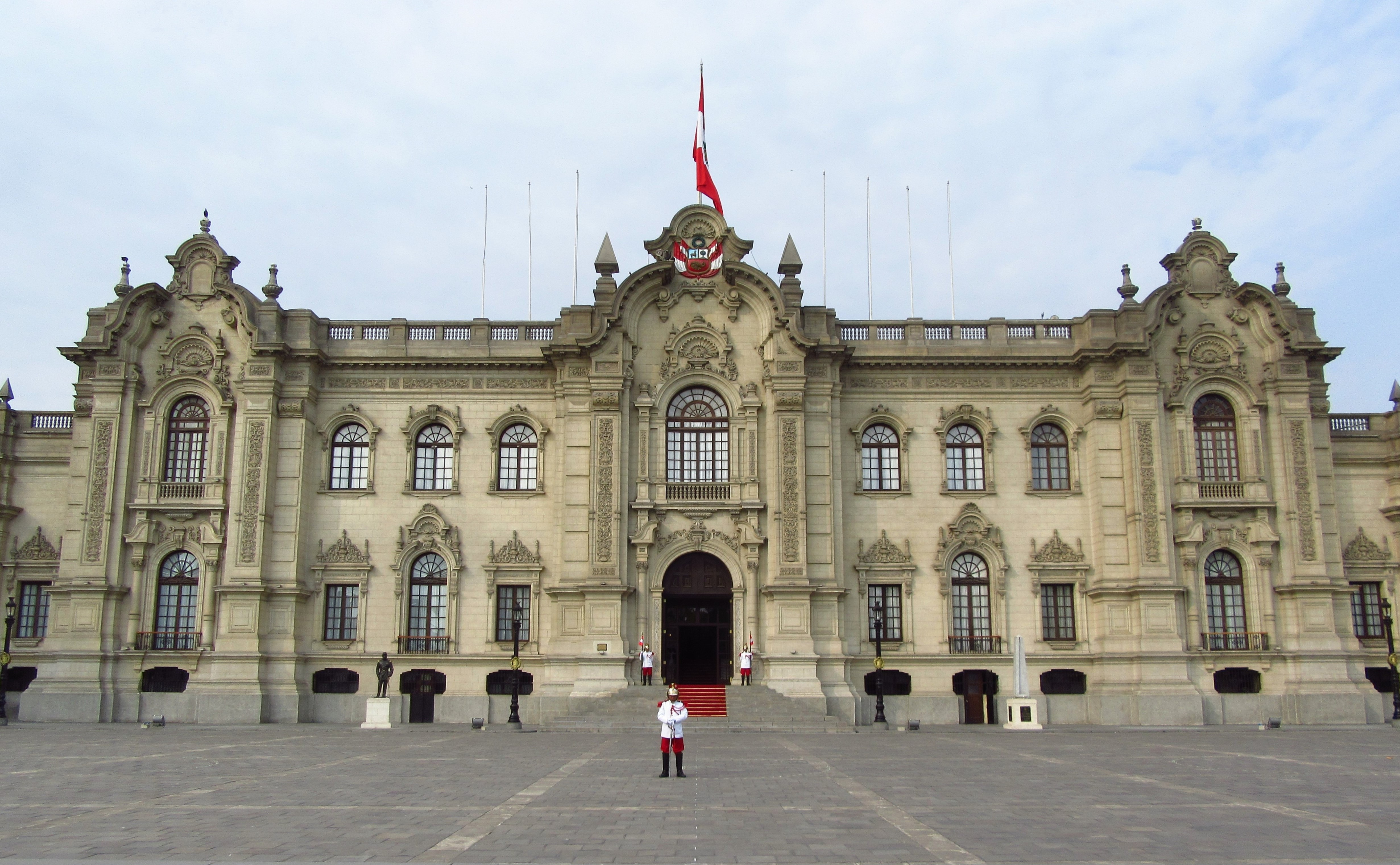
Perus Regierungspalast im neobarocken Stil

Justizpalast

Während die erste Siedlung noch 117 Häuserblocks umfasste, dehnte sich Lima später zunächst hauptsächlich nach Norden aus. 1562 wurde ein weiteres Stadtviertel am anderen Flussufer gebaut. Doch erst im Jahre 1610 wurde die erste Steinbrücke eingeweiht. Zu dieser Zeit hatte Lima etwa 16.000 Einwohner. 1861 überschritt die Bevölkerungszahl die Grenze von 100.000. Bis 1927 hatte sich diese Zahl verdoppelt. Die meisten Zuwanderer kamen jedoch seit den 1950er Jahren. Heute leben rund sieben Millionen Menschen in Lima. Der überwiegende Teil der Zuwanderer siedelt sich an der Peripherie an, so dass sich die Stadt in nördliche und südliche Richtung ausdehnt.
Noch in den 1960er Jahren duldete der Staat die Landbesetzungen am Stadtrand, verteilte Besitztitel und sorgte für die nötigsten Infrastrukturleistungen. In den 1970er Jahren wurden dann für viele Menschen mit Wohnsitz an der Peripherie die stundenlangen Busfahrten jeden Tag in das Stadtzentrum zum Problem. Deshalb wurde von der Stadtverwaltung beschlossen, Lima solle sich nicht weiter ausdehnen. Heute lassen sich zahlreiche Wohnungssuchende unerlaubterweise in den öffentlichen Parks, auf Schulgrundstücken oder privatem Besitz nieder, was zu einer Verstärkung des Konfliktes zwischen den armen und reichen Bewohnern führt.
Die Einwohnerzahl der Kernstadt (Ciudad de Lima) ohne den Vorortgürtel hat sich in den letzten fünf Jahrzehnten verachtfacht: Lebten 1951 in der Stadt 835.000 Menschen, so waren es bei der Volkszählung 2007 schon 6.960.943 und 2017 8.574.974. Von diesen haben 91 % Spanisch und 8 % Quechua als Muttersprache. Die Bevölkerungsdichte beträgt somit 3209 Einwohner je Quadratkilometer.
Im gesamten Verwaltungsgebiet der Stadt, das sich über die gesamte Provinz Lima erstreckt, lebten im Jahr 2017 9.485.405 Menschen. In den Vorstädten und ländlichen Gebieten außerhalb der Kernstadt leben 910.431 Menschen. Die Metropolregion Lima (Área Metropolitana de Lima) umfasst die 43 Bezirke der Provinz Lima (auch Region Lima Metropolitana) und die sechs Bezirke der Region Callao mit zusammen 10.479.899 Einwohnern (2017).
Die folgende Übersicht zeigt die Einwohnerzahlen der Kernstadt (ohne ländliche Stadtbezirke von Lima und ohne Callao).
| Jahr | Einwohner |
| ---- | --------- |
| 1614 | 26.400    |
| 1791 | 56.600    |
| 1812 | 63.900    |
| 1820 | 64.000    |
| 1827 | 60.000    |
| 1839 | 55.100    |
| 1850 | 80.000    |
| 1861 | 100.000   |
| 1877 | 101.500   |
| 1890 | 103.900   |
| 1896 | 113.000   |

| Jahr | Einwohner |
| ---- | --------- |
| 1900 | 103.900   |
| 1908 | 140.900   |
| 1920 | 176.500   |
| 1925 | 260.000   |
| 1927 | 200.000   |
| 1931 | 373.900   |
| 1940 | 533.600   |
| 1945 | 657.800   |
| 1951 | 835.000   |
| 1953 | 964.000   |
| 1961 | 1.262.100 |

| Jahr | Einwohner |
| ---- | --------- |
| 1969 | 2.541.300 |
| 1972 | 2.821.607 |
| 1981 | 3.969.917 |
| 1993 | 5.358.077 |
| 1997 | 5.930.318 |
| 2000 | 6.271.430 |
| 2005 | 6.445.974 |
| 2007 | 6.960.943 |
| 2017 | 8.574.974 |

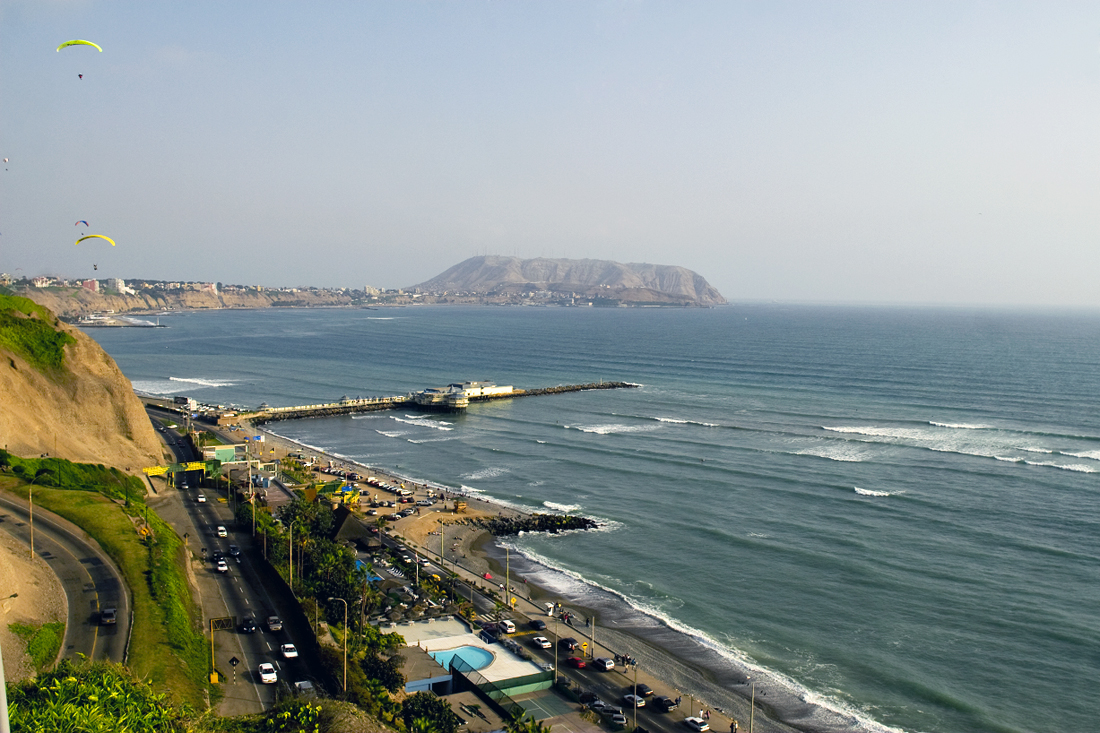
Pazifischer Ozean.

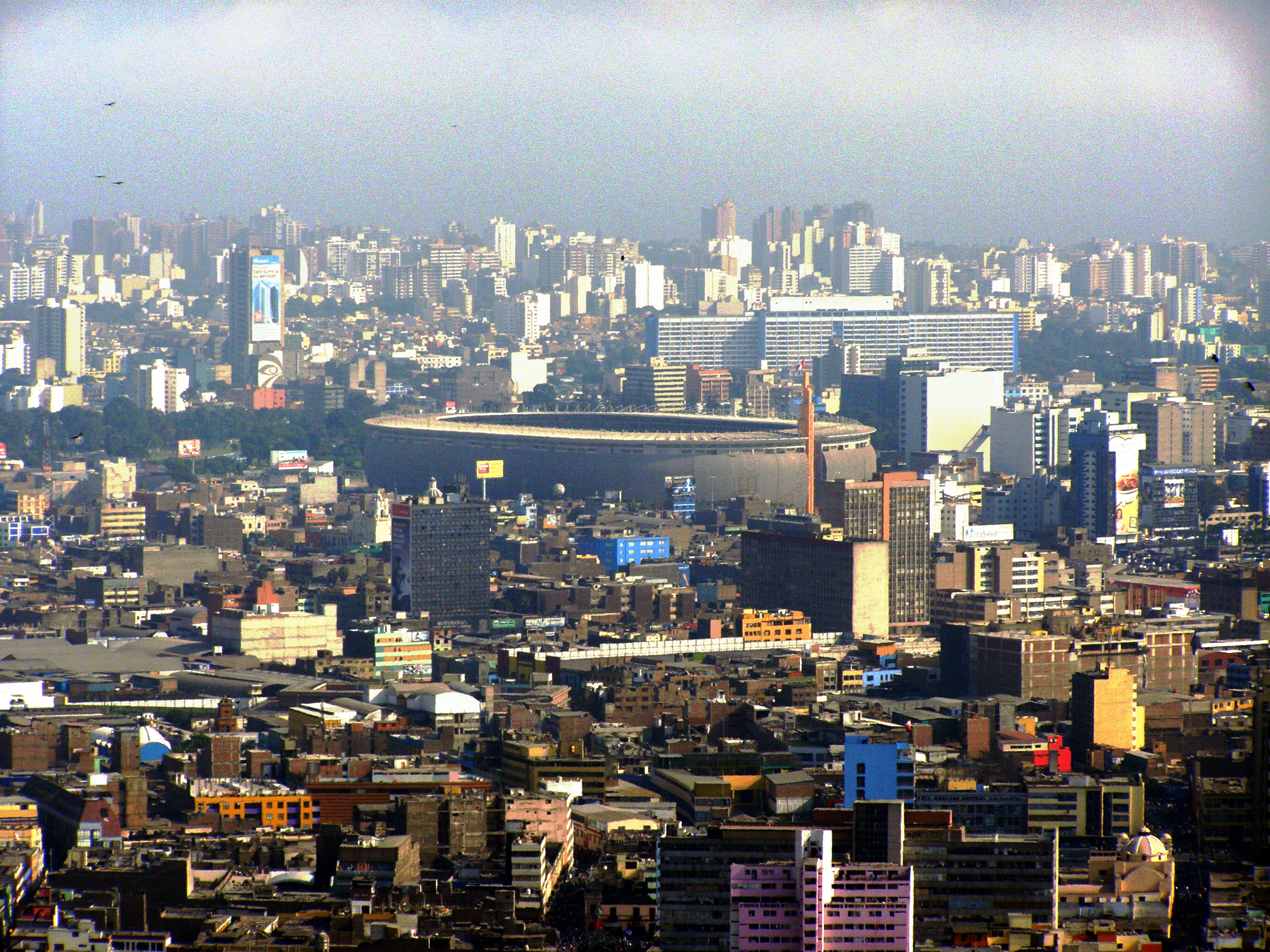
Blick auf das Stadtzentrum

Das rasante Bevölkerungswachstum spiegelt sich auch in der kontinuierlichen Expansion des Stadtgebietes wider:

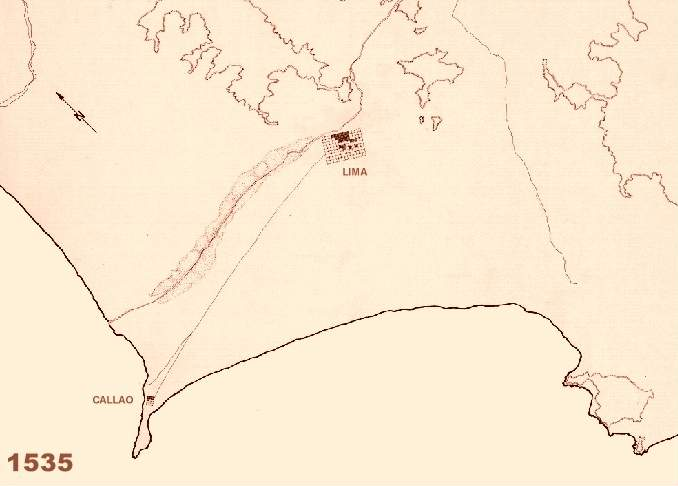
Stadtgebiet von Lima zur Stadtgründung (1535)
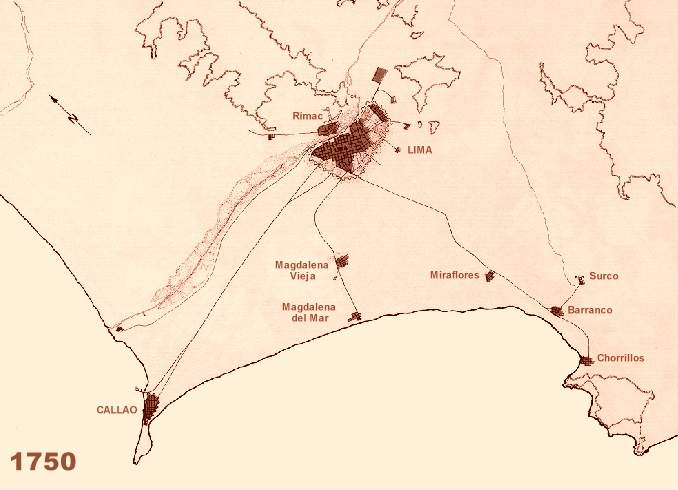
Stadtgebiet von Lima und Callao um 1750
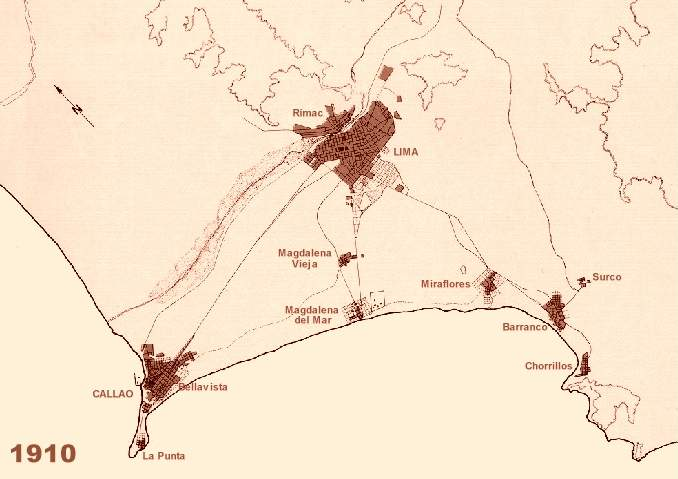
Stadtgebiet von Lima und Callao um 1910
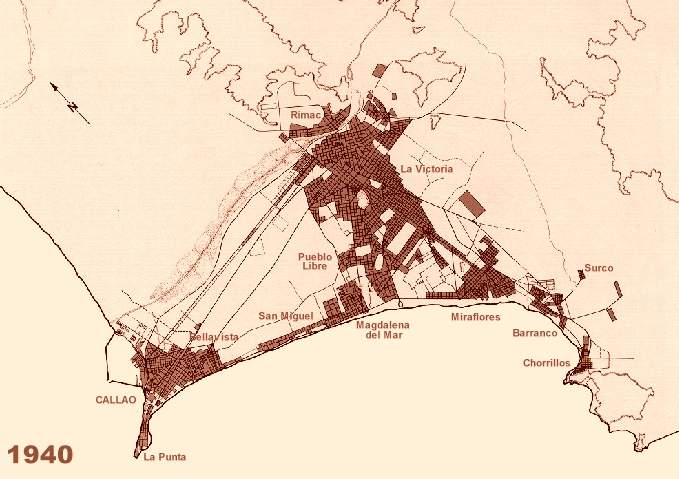
Stadtgebiet von Lima und Callao um 1940
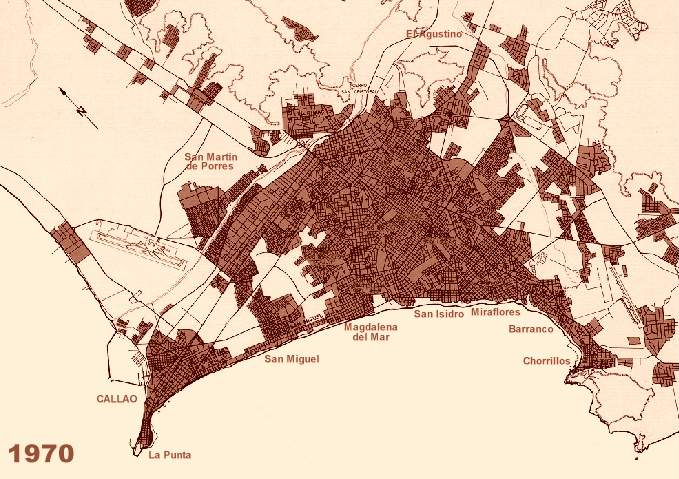
Stadtgebiet von Lima und Callao um 1970
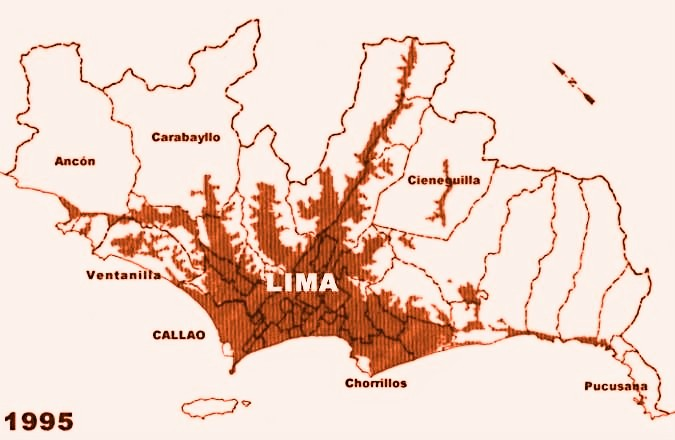
Stadtgebiet von Lima und Callao um 1995
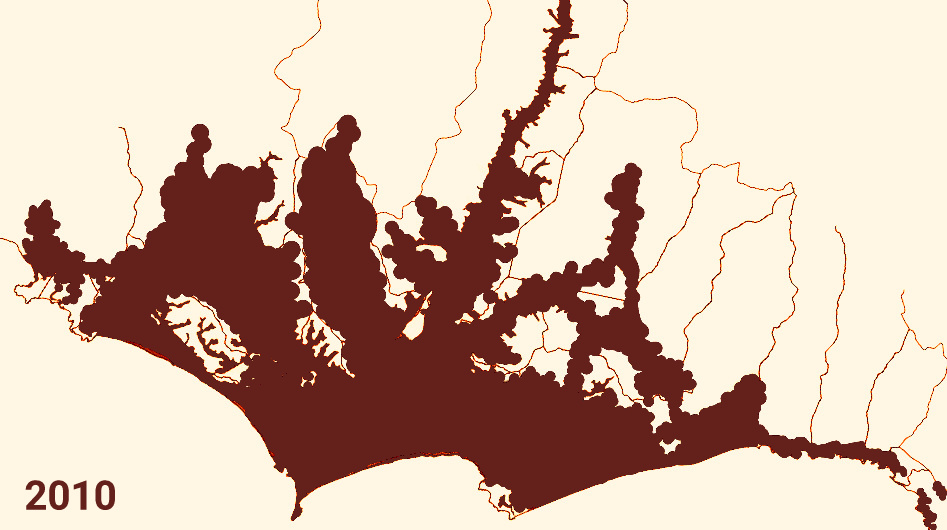
Stadtgebiet von Lima und Callao um 2006

### Entwicklung der Wohnsituation

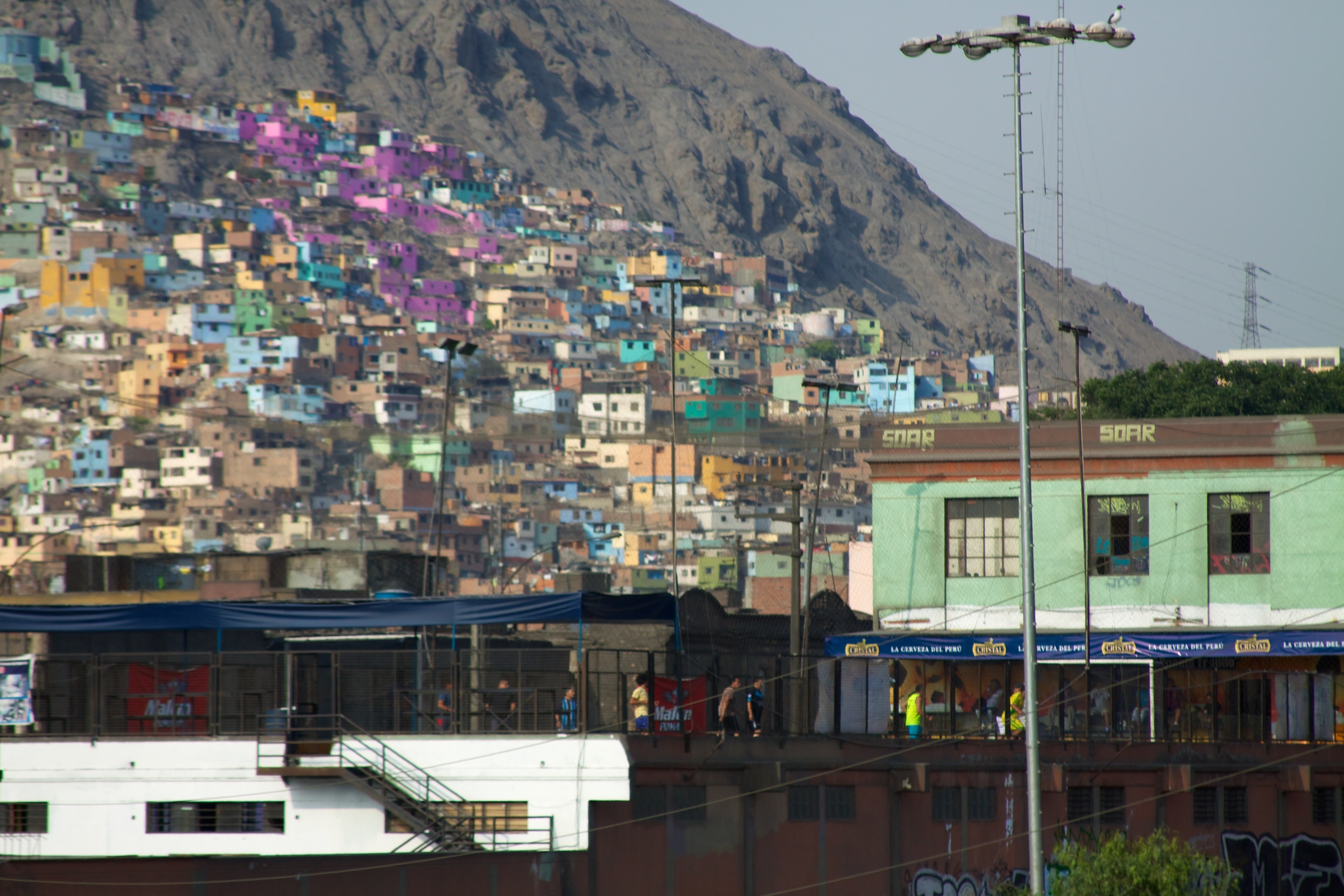
Siedlungen in Hanglage

Seit Mitte des 20. Jahrhunderts ist die Einwohnerzahl Limas explosionsartig angestiegen. Die Stadt ist nicht nur mit der Hafenstadt Callao und den früheren Fischerorten an der Pazifikküste zusammengewachsen. Darüber hinaus sind auf den trockenen Böden an der Peripherie große Elendsviertel entstanden, in denen heute etwa zwei Drittel der Bevölkerung Limas leben. Städtebaulich handelt es sich dabei um informelle Siedlungen.
Die Stadtrandsiedlungen von Lima werden in so genannte „menschliche Ansiedlungen“ (asentamientos humanos, abgekürzt AA.HH.) und „populäre Siedlungen“ oder „Volksurbanisationen“ (urbanizaciones populares) eingeteilt. Als „menschliche Ansiedlung“ werden Ansammlungen von Haushalten bezeichnet, die sich ungeregelt in städtebaulich zumindest teilweise nicht erschlossenen Gebieten am Rand der Metropole niedergelassen haben und grundlegende Versorgungsleistungen entbehren (Wasserversorgung, Abwasserentsorgung, Müllabfuhr, Stromanschluss, Wegenetz, Bürgersteige etc.). Früher nannte man sie „Barriadas“ (Slums), „wilde Ansiedlungen“, „Marginalsiedlungen“, „Pueblos Jóvenes“ („Junge Städte“) oder „Stadtrandsiedlungen“. Die so genannten „populären“ Siedlungen weisen ähnliche Merkmale auf, unterscheiden sich von wilden Ansiedlungen aber dadurch, dass die dort siedelnden Menschen durch irreguläre Landkäufe Zugang zum Boden erlangt haben, also (wenngleich meist illegal bzw. undokumentiert) Grundstücke besitzen und sich auf dieser Basis intern organisieren.
Viele der älteren Siedlungen befinden sich trotz fehlender wichtiger Infrastrukturen (zum Beispiel Leitungswasser) in einem Prozess der allmählichen Konsolidierung. In den letzten Jahren hat sich das Bevölkerungswachstum Limas verlangsamt und der Zustrom aus dem ländlichen Raum konzentriert sich nun verstärkt auf die Mittelstädte Perus.
Da der überwiegende Teil des Wachstums der letzten Jahrzehnte durch Landbesetzungen und Eigenbau an der Peripherie der Stadt vonstattenging (informelle Siedlungen), fehlt ein verdichteter Wohnungsbau mit Mehrfamilienhäusern praktisch vollständig. Die ganze Stadt ist, bis auf wenige Ausnahmen, von Einfamilienhäusern mit ein bis drei Stockwerken verschiedener Qualität (vom Villen- bis zum Bastmattenbau) geprägt.

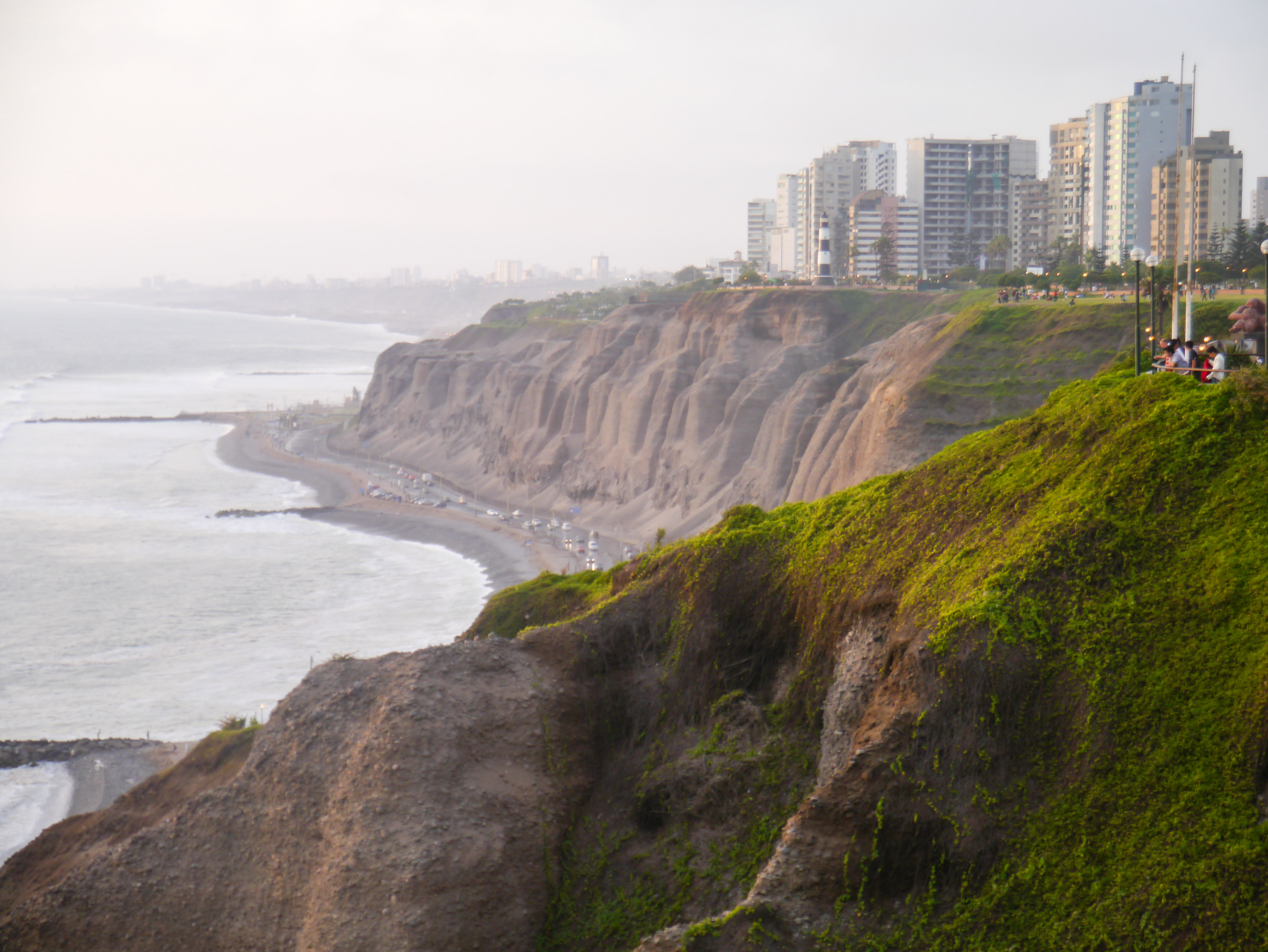
Miraflores

Das Stadtzentrum hat in der Vergangenheit an Bedeutung zugunsten anderer Standorte im mittleren Bereich eingebüßt, so dass sich eine polyzentrale Stadtstruktur von ausschließlich mittlerer Dichte herausgebildet hat. Locker bebaute Randbereiche fehlen hingegen fast vollständig. Die Straßenquerschnitte der jüngeren Stadtviertel und damit des größten Teils der Stadt sind durchweg sehr großzügig angelegt worden.

## Politik

### Stadtregierung
Der Bürgermeister von Lima ist seit dem 1. Januar 2023 Rafael López Aliaga. Vier Jahre zuvor hatte Jorge Muñoz Wells das Amt übernommen. Dessen Vorgänger war von 2015 bis 2018 Luis Castañeda Lossio, der dieses Amt bereits von 2003 bis 2010 innehatte. Im Oktober 2010 war er zurückgetreten, um für die „Alianza Electoral Unidad Nacional“ für die Präsidentschaft zu kandidieren. In der Zwischenzeit war Susana Villarán de la Puente Bürgermeisterin. Sie war erst die zweite Frau, welche dieses Amt bekleidete.
Castañeda hatte in seinen vorherigen zwei Amtszeiten vor allem die Verbesserung der unzureichenden Infrastruktur und die Bekämpfung der hohen Kriminalität als Hauptziele. Eine seiner ersten Maßnahmen zu Beginn seiner Amtszeit war die Verbannung der täglich bis zu einem Dutzend Protestveranstaltungen aus dem Stadtzentrum und Regierungsviertel Limas, wobei er die Unterstützung der unter den Protesten leidenden Händler und Geschäftsleute erhielt. Mehrere neuralgische Verkehrsstaupunkte wurden entschärft und einige größere Straßenbauprojekte begonnen. Positiv wurde von den Bürgern das großangelegte Programm zur Begrünung der Stadt aufgenommen, das den Freizeitwert der Stadt erhöhte. Zudem gelang es in seiner Amtszeit, die Müllbeseitigung zu verbessern.
Siehe auch: Liste der Bürgermeister der Stadt Lima

### Städtepartnerschaften
Lima unterhält Beziehungen unterschiedlicher Art – Städtepartnerschaften, Städtefreundschaften, Kooperationen – mit folgenden Städten:
- Asunción, Paraguay
- Bogotá, Kolumbien
- Bordeaux, Frankreich
- Buenos Aires, Argentinien
- Cochabamba, Bolivien
- Kiew, Ukraine
- Los Angeles, USA
- Madrid, Spanien
- Miami, USA
- Moskau, Russland
- Montevideo, Uruguay
- Panama-Stadt, Panama
- Peking, Volksrepublik China
- San José, Costa Rica
- San Salvador, El Salvador
- Santiago, Chile
- São Paulo, Brasilien
- Trient, Italien
- Quito, Ecuador

## Kultur und Sehenswürdigkeiten

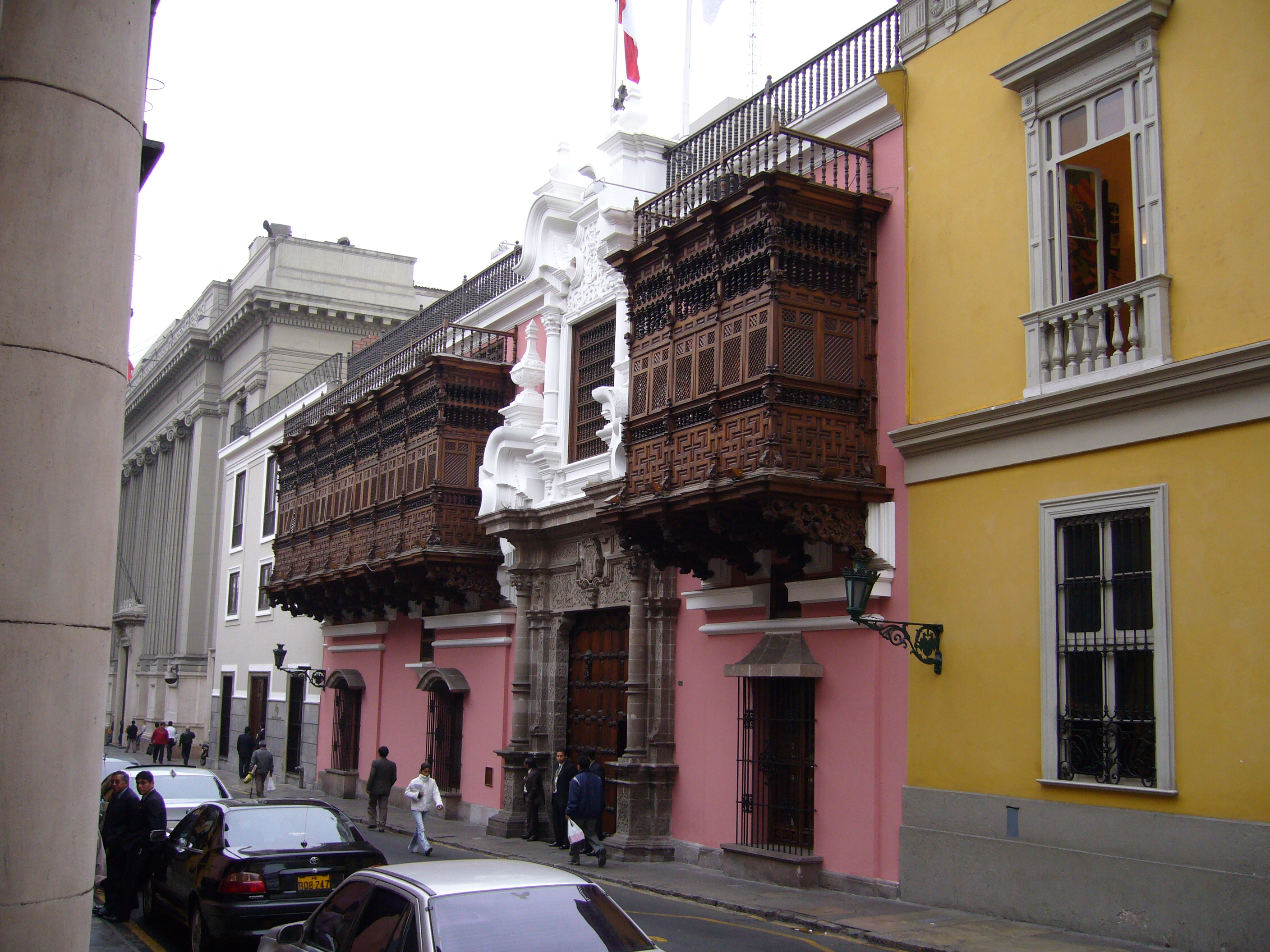
Balkone waren ein gängiges Merkmal der kolonialen Architektur im historischen Zentrum. Auf dem Bild der Palast Torre Tagle, der 1735 fertiggestellt wurde.

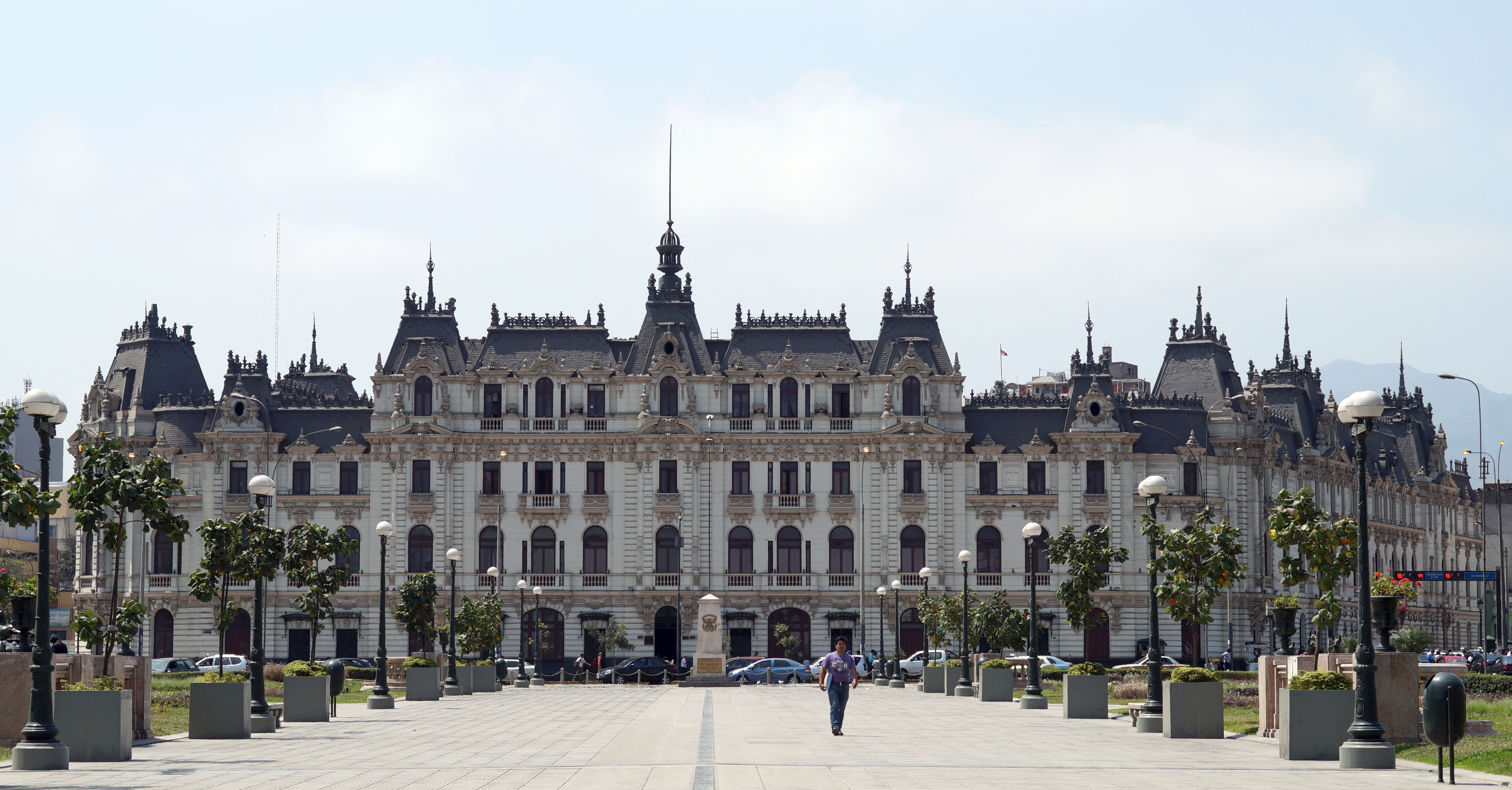
Edificio Rímac gebaut in 1919–1924

### Museen
Lima besitzt zahlreiche Museen und Ausstellungszentren. Der archäologische Komplex Huaca Pucllana (auch bekannt als Huaca Juliana) – heute Park und Museum – war zwischen 200 und 700 n. Chr. ein administratives Zeremonialzentrum der Lima-Kultur.
Das Instituto Riva-Agüero, 1947 als Forschungszentrum für Gesellschaftswissenschaften der Päpstlichen Katholischen Universität von Peru gegründet, beherbergt unter anderem Sektionen für Archäologie sowie Kunst und Volkskultur. Zum Institut gehören auch das Museum für Kunst und Volkskulturen und das Archäologische Museum Josefina Ramos de Cox.
Zu den wichtigsten Museen der Stadt gehört das archäologische Museum Rafael Larco Herrera. Es besitzt die weltweit größte Privatsammlung vorspanischer Kunst. Diese entstand aus den Sammlungen und Fundstücken der Ausgrabungen von Rafael Larco Hoyle. Das Museum Banco Central De Reserva del Perú beherbergt Sammlungen unter anderem der Archäologie, der zeitgenössischen peruanischen Malerei und Volkskunst.
Das Museo de Arquelogía y Antropología de la Universitario Mayor de San Marcos (Museum für Archäologie und Anthropologie der Universität San Marcos) wurde 1919 von Julio C. Tello gegründet und war das erste archäologische Museum in Peru, das sich von Anfang an auf die Forschung konzentrierte.
Das Goldmuseum (Museo d’Oro) birgt eine Sammlung von Goldornamenten verschiedener vorspanischer Andenkulturen, wie Juwelen und andere Gegenstände, die von Goldschmieden angefertigt wurden. Des Weiteren sind dort eine große Sammlung von Waffen aus der ganzen Welt und bedeutende Stoffe aus der vorinkaischen Zeit ausgestellt. Viele Exponate entstammen zweifelhaften Quellen und sind damit ihrem archäologischen und kulturellen Kontext entzogen.
Eine Übersicht über die Geschichte und Geografie von Peru bietet das Nationalmuseum (Museo de la Nación), welches neben archäologischen Fundstücken auch dreidimensionale Modelle bekannter peruanischer archäologischer Orte zeigt (beispielsweise Machu Picchu, Nazca-Linien, Chavín de Huántar). Zurzeit sind allerdings die Dauerausstellungen geschlossen.
Das Museo del Banco Central de Reserva del Peru bietet in seiner Ausstellung einen Überblick über präinkaische Kulturen.
Das Museo de Arte Italiano präsentiert seit 1923 italienische Kunst.
Im Jahre 1981 wurde das Museum der Japanischen Immigration in Peru gegründet.
Seit 1997 befährt eine Museumsstraßenbahn einen kurzen Streckenabschnitt auf übrig gebliebenen Straßenbahngleisen in der Avenida Pedro Osma im Stadtteil Barranco. Eingesetzt wird ein restaurierter Breda-Triebwagen aus dem Jahre 1924. Betreiber ist das städtische Elektrizitätsmuseum (Museo de la Electricidad).

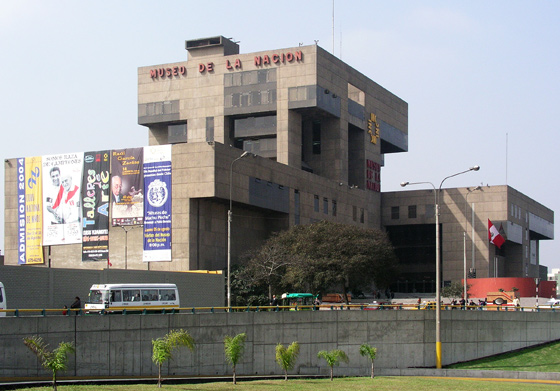
Das Museo de la Nación beherbergt Tausende von Objekten, die die gesamte Geschichte der menschlichen Besiedlung in Peru abdecken.
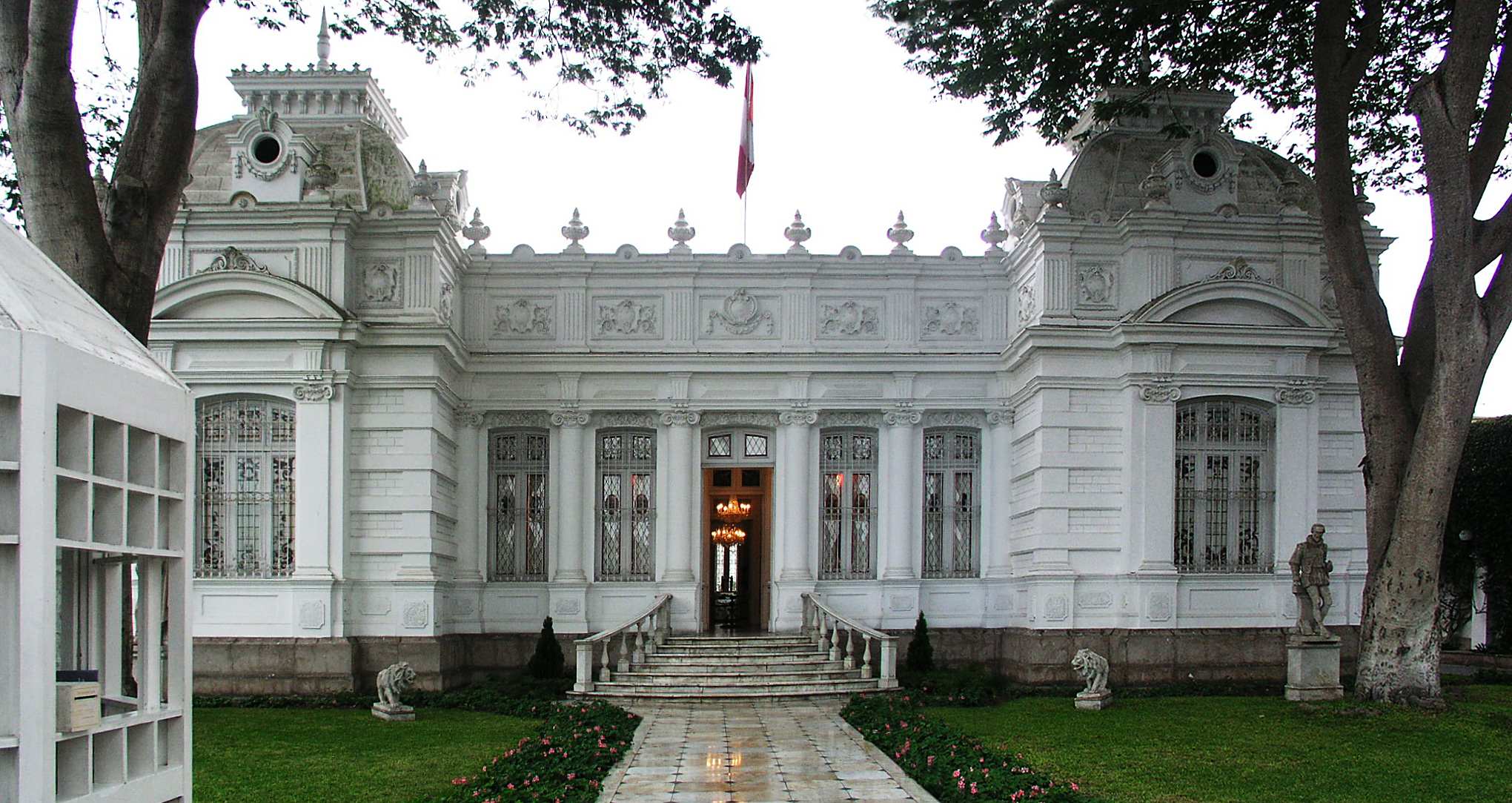
Das Museo Pedro de Osma beherbergt Kunstgegenstände aus dem 16. bis 18. Jahrhundert, darunter Gemälde, Skulpturen, Altarbilder, Tafelsilber, Steinmetzarbeiten aus Huamanga, Möbel und andere Objekte aus Regionen mit einer alten andinen Kunsttradition.
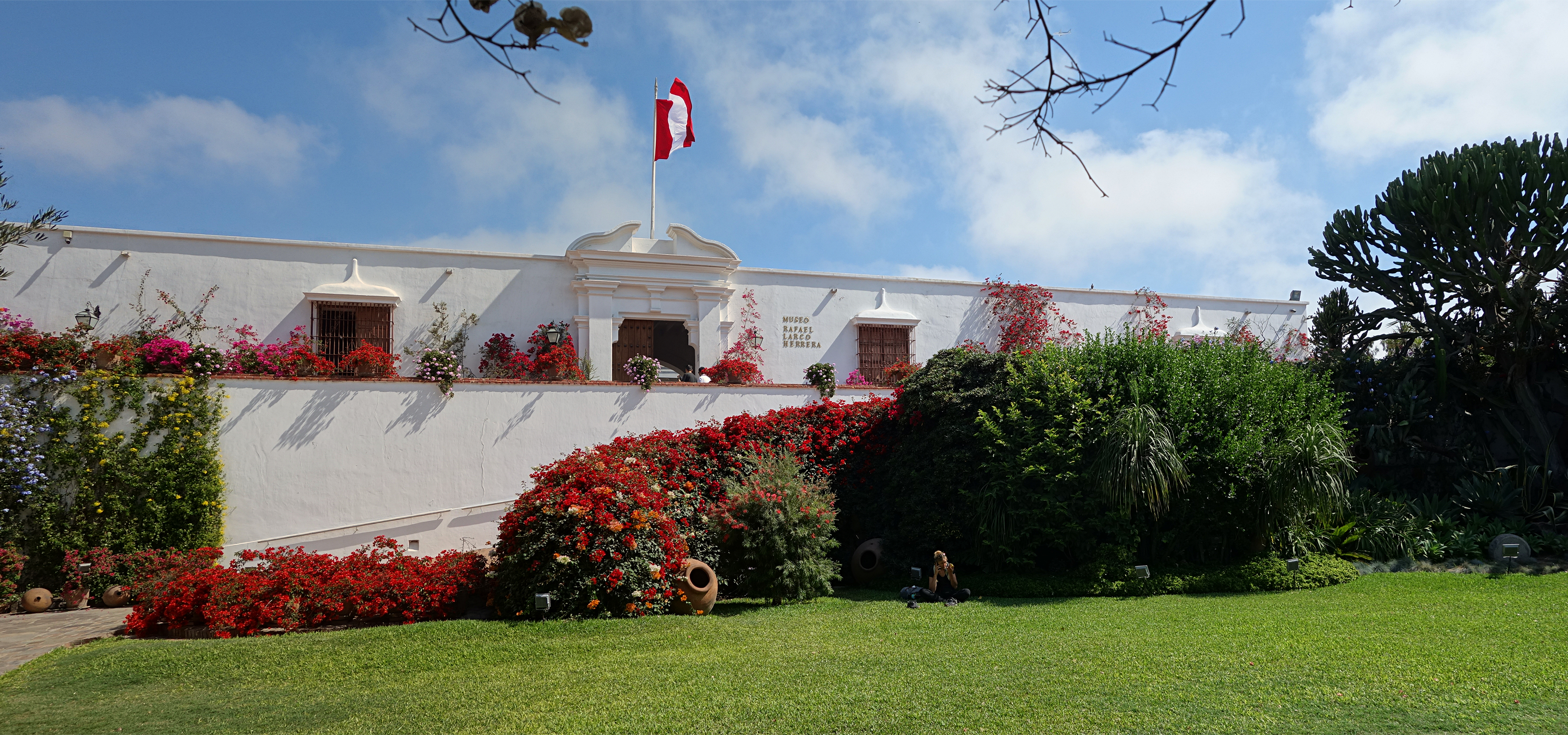
Das Museo Larco ist ein privates Museum für präkolumbianische Kunst, das in einem vizeköniglichen Gebäude aus dem 18. Jahrhundert untergebracht ist, das über einer präkolumbianischen Pyramide aus dem 7.
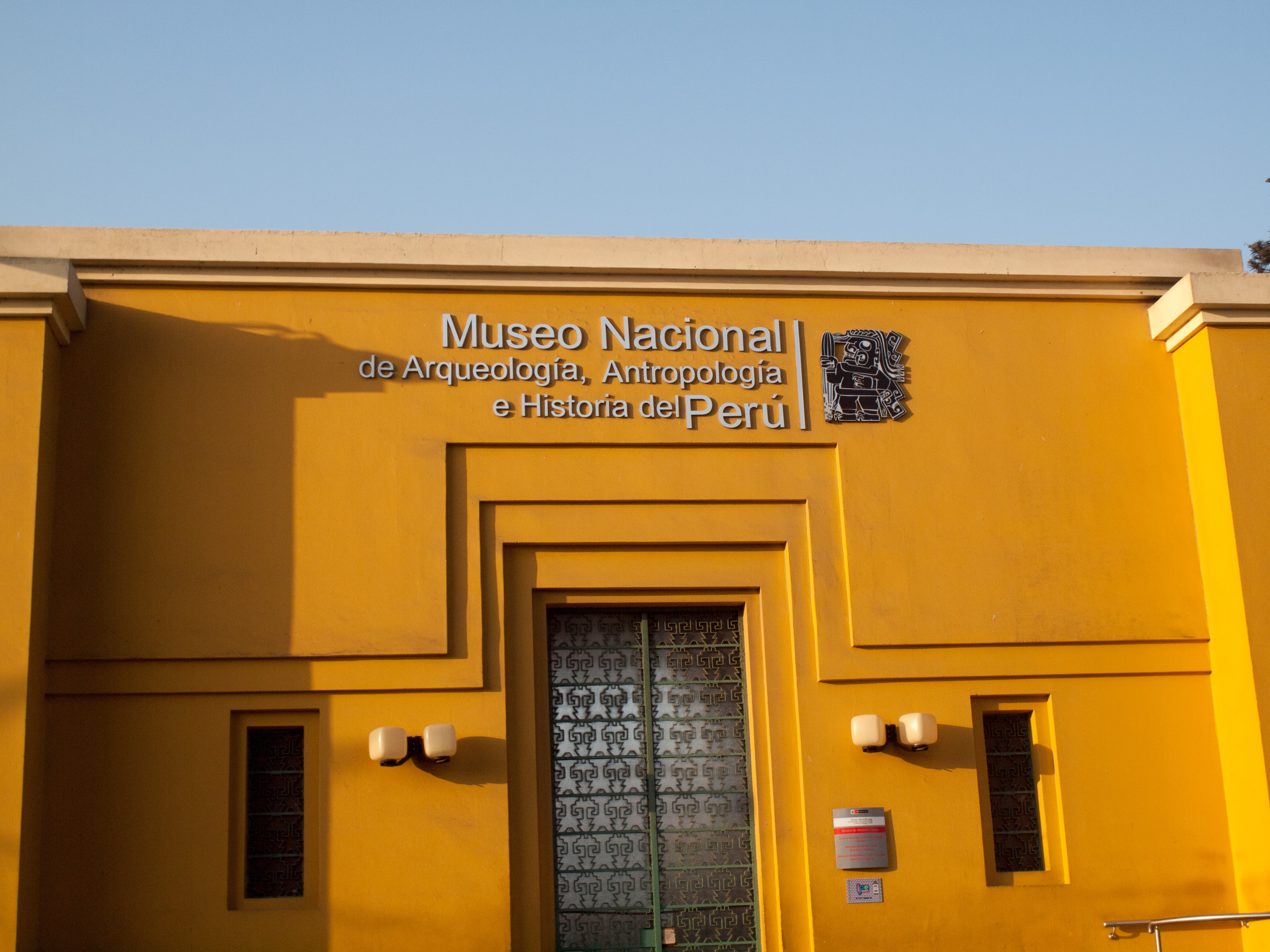
Das Nationalmuseum für Archäologie, Anthropologie und Geschichte von Peru ist das größte und älteste Museum Perus.

### Bauwerke

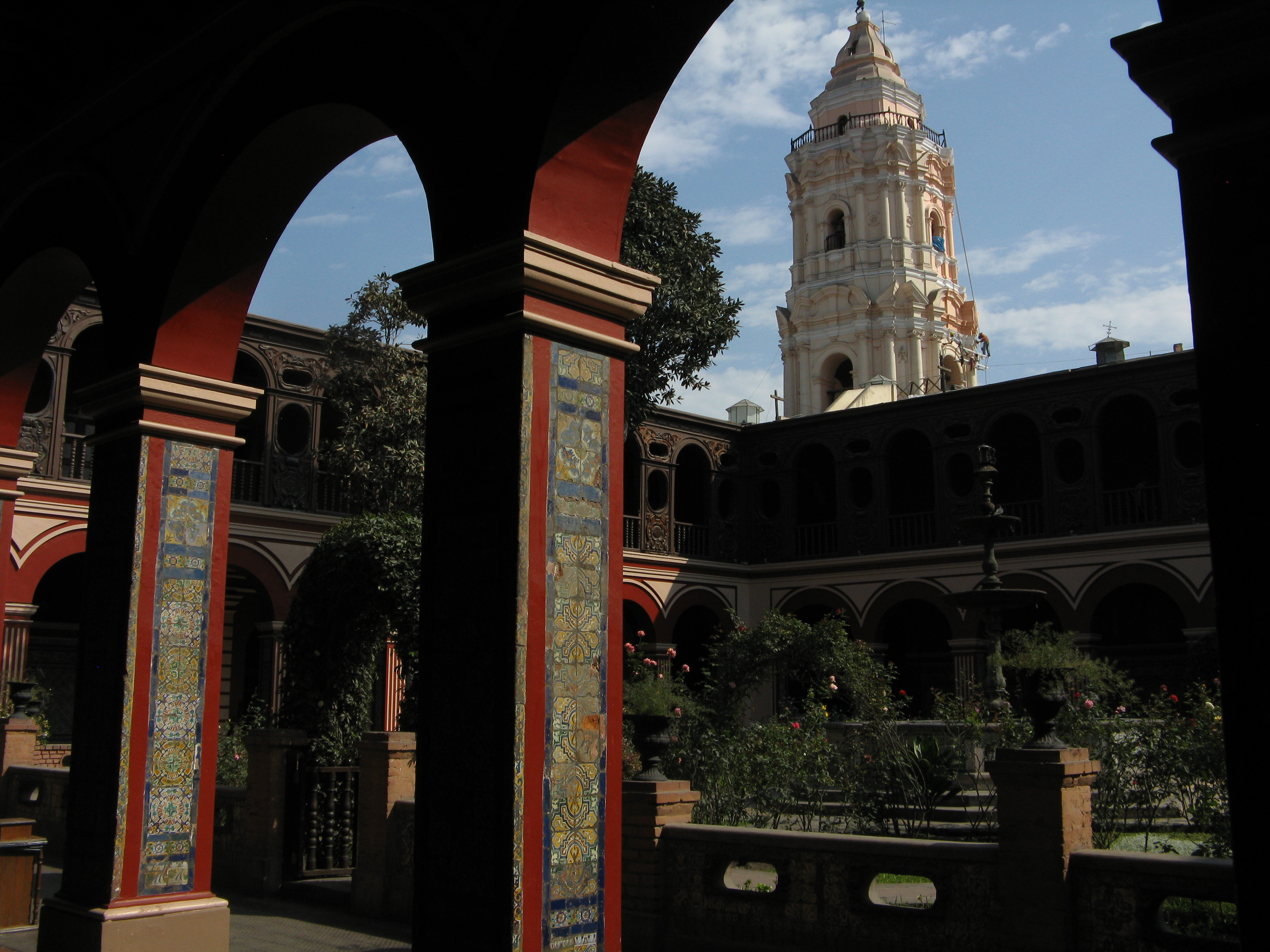
Die Basilika von Santo Domingo, erbaut zwischen 1678 und 1766. Sie beherbergt die Gräber der Heiligen Rose von Lima, Martín de Porres und Jean Macias.

Die Altstadt von Lima mit ihren schachbrettartig angelegten Straßen und prächtigen Bauten aus der Kolonialzeit steht seit 1991 unter dem Schutz der UNESCO und gehört damit zum Weltkulturerbe der Menschheit.
Die Kathedrale von Lima, die zwischen 1535 und 1625 erbaut wurde – nach 1746 teilweise restauriert – mit einem Glassarg, in dem der Gründer von Lima, Francisco Pizarro, liegen soll; die Kirche und das Kloster von San Francisco, die durch ihre Größe und Farbe als besterbauter architektonischer Komplex in Lateinamerika betrachtet wird; und Santo Domingo, mit einer wunderschönen Hauptklausur, sind nur einige wenige bekannte Bauwerke von unschätzbarem Wert, die sich in Lima befinden.

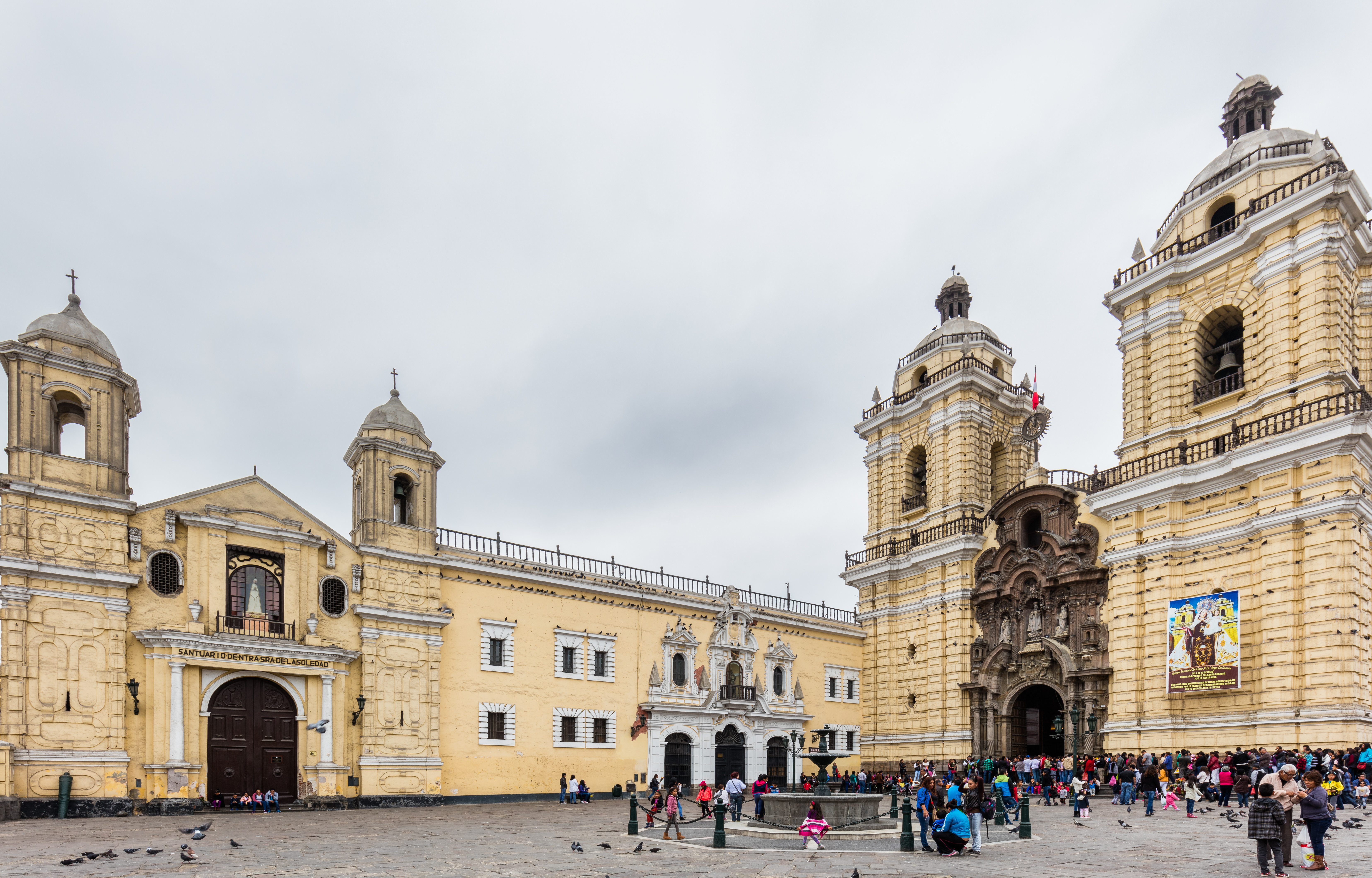
Basilika und Kloster des St. Franziskus, erbaut zwischen 1657 und 1672

Neben der Rosenkranz-Basilika befindet sich der Konvent des Dominikanerklosters, der zum großen Teil frisch renoviert ist. Der Kreuzgang ist mit Kacheln aus Sevilla (datiert 1604 und 1606) geschmückt. Ein Kapitelsaal mit Bildern aus der Cusquener Schule und reich geschnitztem Mobiliar stammt von 1730. Dahinter befindet sich ein zweiter Kreuzgang ist mit einem zentralen Brunnen. Unter dem Kapitelsaal ist das Grab der hl. Rosa von Lima und in einer Kapelle das Grab des hl. Martin de Porres. Vom Kirchturm, der schon mehrmals wieder aufgebaut wurde, hat man eine sehr schöne Aussicht über die Altstadt.
Den Glanz und Schimmer des Lebens im Vizekönigreich Peru symbolisieren die Häuser Limas wie zum Beispiel das Haus Aliaga, das über dem Göttertempel des Kaziquen Taulichusco errichtet wurde, das Haus Goyoneche oder Rada mit eindeutigem französischen Einfluss, und das Palais des Torre Tagle, einer der schönsten Wohnsitze von 1735.
Lima bewahrt auch Erbstücke der vorspanischen Zeit, die an den Ufern des Flusses Rimac und an der Pazifikküste liegen. Das große Heiligtum von Pachacámac ist das wichtigste Erbstück. Es wurde zu Ehren des gleichnamigen Gottes erbaut. Das Heiligtum Pucllana in Miraflores ist ein weiteres Erbstück, welches 400 n. Chr. ein wichtiges administratives Zentrum der Kultur Lima darstellte.

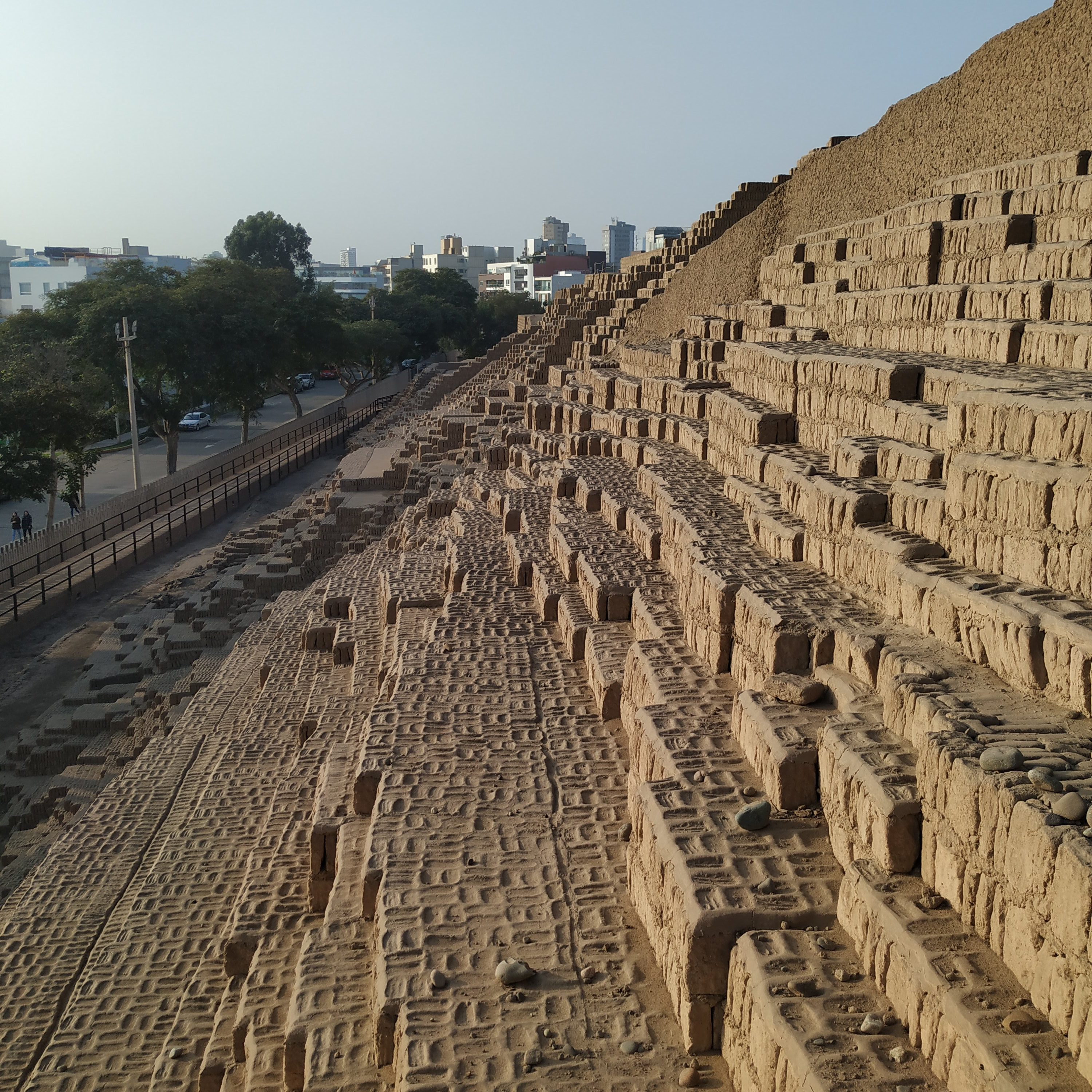
Huaca Pucllana, archäologische Stätte der Lima-Kultur, ca. 500–700 n. Chr.

Sehenswert sind außerdem die große Plaza Mayor (Plaza de Armas) und das nahe gelegene Rathaus, der Präsidentenpalast von 1938 und einige Sakralbauten aus dem 16. und 17. Jahrhundert wie die Basilika La Merced und San Pedro, die das große Erdbeben von 1746 überstanden. Die Basilika San Pedro wurde nach dem Erdbeben unter der Leitung des Jesuitenpaters Johann Roehr instand gesetzt und erhielt ein von Roehr entwickeltes, in neuartiger Bauweise gemauertes Tonnengewölbe über dem Mittelschiff, das den Erschütterungen eines Erdbebens besser standhält. Das im neokolonialen Stil errichtete erzbischöfliche Palais ist mit Arkaden und Holzbalkonen geschmückt. Die 1794 erbaute Acho-Stierkampfarena – 1945 restauriert – liegt nördlich des Río Rímac.

### Parks
Einer der bekanntesten Parks in Lima ist der Universitätspark (Parque Universitario). Im Jahre 1870 wurden die kolonialen Mauern, die Lima umgaben, zerstört und 20.000 Quadratmeter für die Errichtung des Platzes bestimmt. Erst 1921 wurde er mit Pflastersteinen ausgelegt und zum 100. Jahrestag der Unabhängigkeit Perus eine 30 Meter hohe Turmuhr errichtet, welche um 12 Uhr die Nationalhymne spielt.
Interessant ist auch Miraflores mit seinen gepflegten Parkanlagen und Gärten. Der Bezirk ist bekannt für seine mit zahlreichen Blumen überfüllten Parks. Erwähnenswert sind dort der Parque Central und der Parque Kennedy. An beiden Parkanlagen vorbei verläuft die Avenida Larco Richtung Meer. Die Strände der Gegend sind ein Teil des „Costa Verde“-Gebietes, wo im Sommer viele Tausende von Surfern ihren Sport ausüben. Einen Besuch wert ist sowohl der Parque del Amor als auch der Parque El Olivar in San Isidro mit seinen Olivenbäumen, die einst im 15. Jahrhundert aus Spanien importiert wurden.

Im Süden Limas liegt das Schutzgebiet Refugio de Vida Silvestre Los Pantanos de Villa. Das 263 Hektar große Wasserschutzgebiet ist hauptsächlich für Vogelliebhaber interessant. 154 Vogelarten wurden dort identifiziert, die Hälfte davon Wandervögel. Hinzu kommen 55 Pflanzenarten. Das Sumpfgebiet befindet sich im Bezirk Chorrillos, am Ende der Avenida Huaylas, ganz in der Nähe der Panamericana Sur.
Ein weiterer im Süden Limas gelegener Park ist der Reserva Park. In ihm gibt es nachts farbige Wasserspiele, kombiniert mit Lasershows und Skulpturen.

### Tapada limeña Mode
Unter Tapada limeña wird eine im 16. Jahrhundert von der spanischen Oberschicht eingeführte Bekleidungsvorschrift für die Mädchen und Frauen von Lima bezeichnet, die bis um 1860 das Erscheinungsbild in den wohlhabenden Quartieren der Stadt prägte. Das Hauptmerkmal dieser Mode war die Verhüllung des Gesichts durch Schleier, jedoch blieb stets ein Auge sichtbar. Die Frauen konnten sich so fast anonym in den Gassen der Stadt bewegen oder von den Fenstern und Balkonen ihrer Wohnung mit Nachbarn sprechen, ihr guter Ruf blieb stets gewahrt, auch konnten körperliche Makel durch die Kleidung verborgen werden. Mit Destapada wurden jene Frauen bezeichnet, die sich dieser Vorschrift widersetzen und ihr Gesicht zur Schau stellten. Erst durch den Einfluss der Pariser Mode verschwand diese Besonderheit Limas in der Mitte des 19. Jahrhunderts.

### Sport
Das El Nacional in Lima ist das geschichtsträchtigste Stadion in Peru. Dort spielt für gewöhnlich die peruanische Nationalmannschaft und dort fanden 2004 das Eröffnungsspiel sowie das Finale der Copa América statt. Das Stadion wurde im Jahre 1952 eingeweiht und hat Platz für 45.000 Zuschauer.
In den letzten Jahren wurde es mit modernen Kommentatorenkabinen ausgestattet, die Bestuhlung und die elektrischen Installationen sind erneuert worden. Seit dieser Zeit verfügt das Stadion, in dem regelmäßig die beiden Serienmeister des Landes, Alianza Lima und Sporting Cristal, aufeinander treffen, über eine moderne elektronische Anzeigetafel und eine Flutlichtanlage.
Eine weitere beliebte Sportart ist der Stierkampf. In der Hauptsaison im Oktober und November kommen international bekannte Toreros nach Lima, in den übrigen Monaten finden meist am Sonnabend- und Sonntagnachmittag Stierkämpfe statt. Diese werden in der Plaza de Acho, der ältesten Stierkampfarena Amerikas, ausgetragen. Interessant sind auch die Hahnenkämpfe, die im Coliseo Tradicional Sandia in Barranco und im El Rosedal in Surco veranstaltet werden.
Pferderennen finden im Jockey Club del Perú in Monterrico statt, Radsport im Velódromo de la Videna.

### Freizeit und Erholung

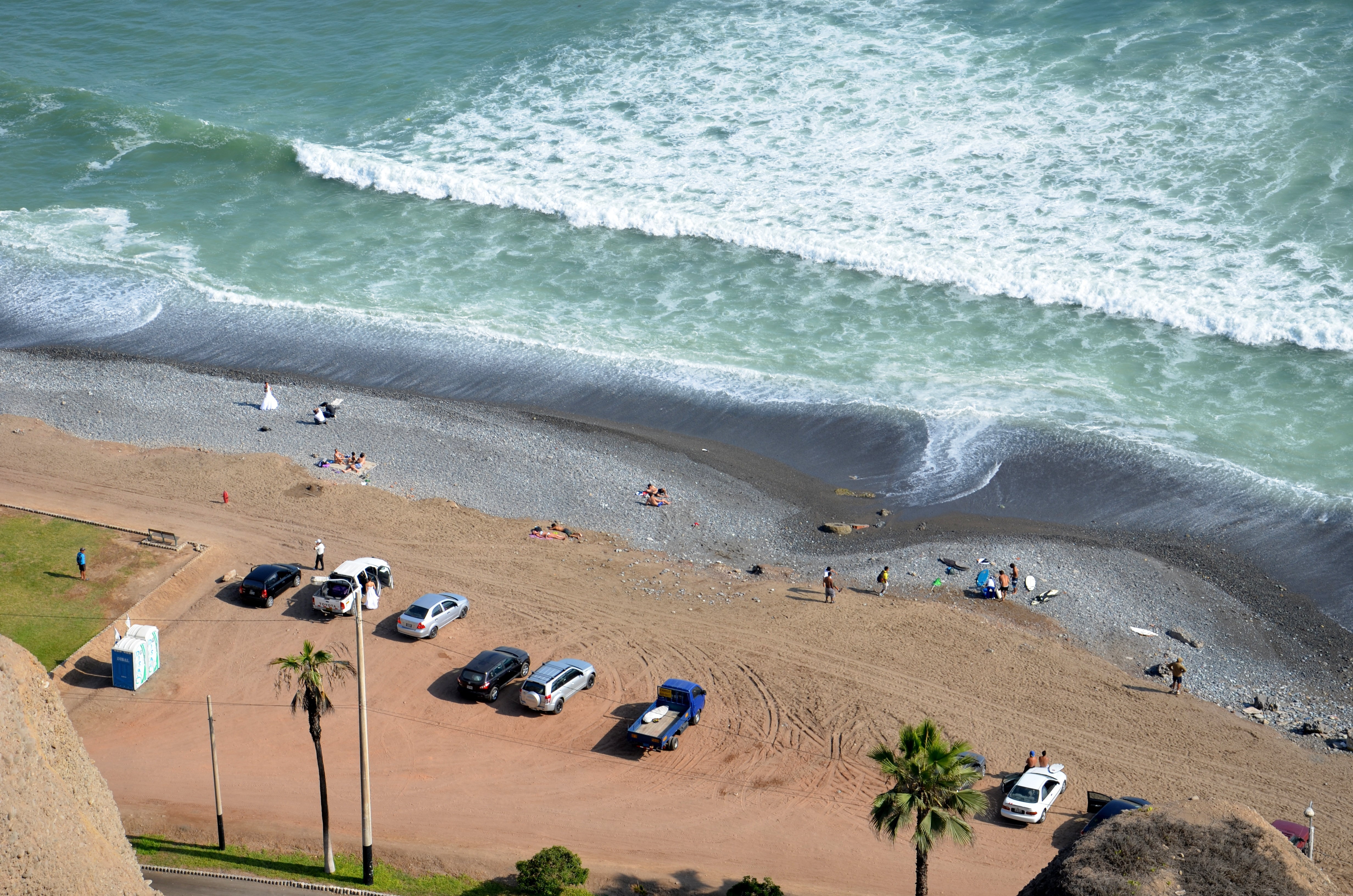
Strand in Miraflores

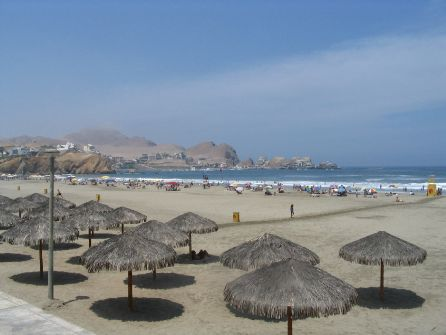
Strand in Santa María del Mar

In der Nähe von Lima gibt es keine sauberen Strände und die Qualität des Wassers ist sehr schlecht. Für 51 Strände gibt es ein Badeverbot.
Die Costa Verde (Grüne Küste) heißt der Küstenstreifen zwischen den Bezirken Miraflores und Chorrillos. Pflanzenbewuchs ist aber nur an wenigen Stellen der Klippen vorhanden. Die Strände bestehen meist aus Kies mit kleineren sandigen Stücken. Zu Miraflores gehören die Surfstrände Punta Roquitas, Pampillas, Miraflores, Makaha und Redondo.
Der beliebteste Strand der Costa Verde ist La Herradura in Chorrillos am Fuße des Berges Morro Solar, sowie der Strand Barranquito, welcher zum Bezirk Barranco gehört. Die Buchten verfügen meist nur über eine einfache Infrastruktur, bieten keinen Schatten (auch an bewölkten Tagen ist die Sonneneinstrahlung stark) und die Meeresströmungen des Pazifiks sind recht gefährlich. Trotzdem sind die Strände zwischen Januar und März gut besucht.
Beliebt in den Wintermonaten April bis November sind die landeinwärts gelegenen Naherholungsgebiete zwischen den Orten Chaclacayo auf 650 Meter Höhe und Chosica auf 850 Meter Höhe. Sie liegen etwa 25 beziehungsweise 40 Kilometer östlich von Lima entlang der Carretera Central. Dort befinden sich diverse Country Clubs, Restaurants und private Freizeitareale.
Eingerahmt ist das Tal auf beiden Seiten von steil aufragenden unbewachsenen Bergketten. Nur im Bereich des Río Rímac ist ein wenig Pflanzenbewuchs zu finden. Auf der Straße nach Chosica steht der rekonstruierte präinkaische Lehmziegelpalast Puruchuco. Er liegt hinter dem gleichnamigen Dorf. Neben Räumen und Gängen stellt ein kleines Museum Fundstücke der Ausgrabungsstätte aus.
Weitere Naherholungsgebiete finden sich landeinwärts im Tal des Flusses Lurín, im Bezirk Cieneguilla, mit Freizeitanlagen, Reitmöglichkeiten und Klubs. Eine Zufahrt ist über La Molina, Rinconada und Musa möglich. Auch im Mündungsgebiet desselben Flusses beim Dorf Pachacámac (landeinwärts der Ruinen Pachacamacs bei Lurín) wurden in den letzten Jahren Vergnügungsareale und Parks aufgebaut.
15 Kilometer nordwestlich von Miraflores liegt die Stadt Callao. Dort befinden sich der Hafen, ein Marinestützpunkt und der Aeropuerto Internacional Jorge Chávez. Ein Ausflug von Callao zur Landzunge von La Punta ist lohnend. Von dort können Bootsausflüge zur vorgelagerten Insel Palomino oder Hafenrundfahrten unternommen werden. Zudem befinden sich dort neben der Museumsfestung San Felipe zahlreiche kleine Restaurants, die vorwiegend Meeresfrüchte-Gerichte servieren.

### Regelmäßige Veranstaltungen

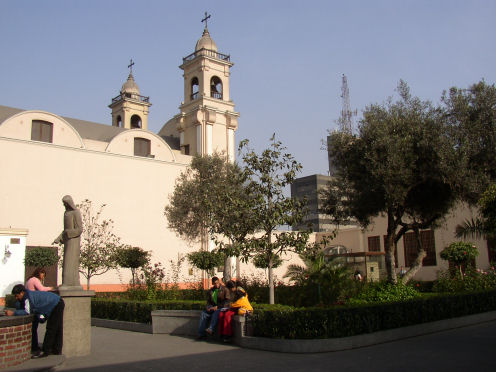
Kloster der Rosa von Lima

Eine Prozession zu Ehren der Schutzpatronin Limas, der Heiligen Santa Rosa de Lima (1586–1617), findet jährlich am 30. August statt. Rosa von Lima hieß mit bürgerlichem Namen Isabel de Flores. Ihre Eltern hießen Gaspar de Flores und María de Oliva. Mit 20 Jahren trat sie in den Dritten Orden der Dominikaner ein und nannte sich Rosa a Santa Maria. Sie lebte fortan in einer Hütte in der Nähe des Hauses ihrer Eltern. Mit Weber- und Gärtnerarbeiten verdiente sie ihren Unterhalt. Aus Sühne führte sie ein hartes Büßerleben.
Rosa wirkte an der Gründung des ersten kontemplativen Klosters in Südamerika mit, das aber erst nach ihrem Tod 1623 eröffnet werden konnte. Schnell nach ihrem Ableben setzte zunächst in Lima später auch in Peru und schließlich in ganz Lateinamerika ihre Verehrung als Heilige ein. 1671 wurde sie durch Papst Clemens X. offiziell heiliggesprochen und so zur ersten Heiligen Amerikas.
Eine weitere wichtige Veranstaltung ist die jährlich am 28. Juli stattfindende Militärparade auf der Plaza Mayor anlässlich des Nationalfeiertages (Fiestas Patrias). Am ersten Sonntag im August wird zu Ehren der Virgen Shiquita, María de la Asunción, mit Umzügen, Prozessionen und Andentänzen in der „Iglesia San José de Barrios Alto“ das Patronatsfest gefeiert. Am 18. Oktober zieht eine Großprozession mit mehreren hunderttausend Gläubigen zu Ehren des Señor de los Milagros, des Herrn der Wunder, durch die Stadt.

### Kulinarische Spezialitäten / Restaurants

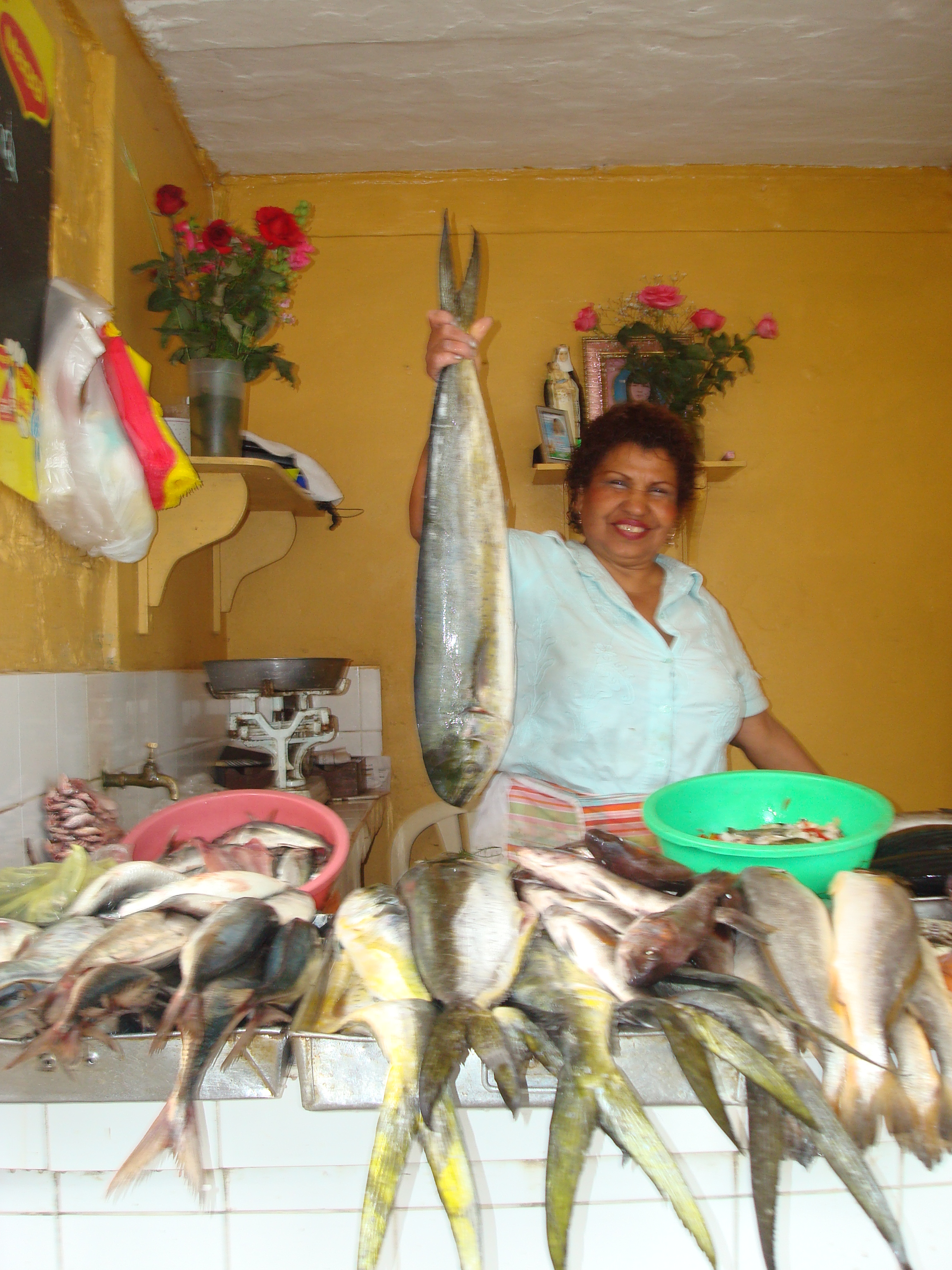
Fischverkäuferin auf einem Markt

Besonders im Süden der Stadt, im wohlhabenden Distrikt Miraflores und dem weiter südlich gelegenen Barranco findet sich ein reichhaltiges und diverses Angebot an Restaurants, Cafés und Bars. Eine Spezialität ist die typische Criollo-Küche Limas mit Gerichten mit Fisch und Meeresfrüchten.
Zu diesen landestypischen Spezialitäten gehört auch Ceviche – ein Gericht aus rohem Fisch, welcher aber durch die Zugabe von Limettensaft gar ist.
Eine weitere Spezialität ist die Causa Limeña, eine kalte Vorspeise, die aus gestampften Kartoffeln fast wie Püree, Thunfisch und Mayonnaise besteht. Die Zutaten werden wie in einer Auflaufform aufeinander gestapelt.
Der Turrón de Doña Pepa ist eine sehr dekorative Süßspeise, die besonders im Monat Oktober hergestellt wird, in Verbindung zum kirchlichen Fest des Señor de los Milagros.
Weitere Spezialitäten, die man besonders bei kleinen Essständen in den Straßen der Stadt findet, sind: Anticuchos (Spießchen mit mariniertem Rinderherz), Emoliente (Nahrhaftes Getränk aus Leinsamen und weiteren Zutaten) sowie Picarones (Süßspeise aus frittierten Süßkartoffeln mit Zuckersirup).
Eine sehr spezielle Mischung verschiedener internationaler Speisen ist die peruanisch-chinesische Küche Chifa, welche in allen Bevölkerungsschichten populär ist und im Gegensatz zur weltweit üblichen China-Küche verschiedene Elemente der andinen und europäischen Küche beinhaltet.
Sehr beliebt bei der Stadtbevölkerung sind auch Geflügel am Spieß, genannt Pollo a la brasa, welche in zahlreichen Restaurantketten in allen Preisklassen serviert wird.
Im Jahr 2016 waren mit den Restaurants Central, Astrid & Gaston und Maido gleich drei Restaurants in Lima unter die 50 besten Restaurants der Welt gewählt worden. Das Central auf Platz 4, Astrid & Gaston auf Platz 14 und Maido auf Platz 44.

### Handel

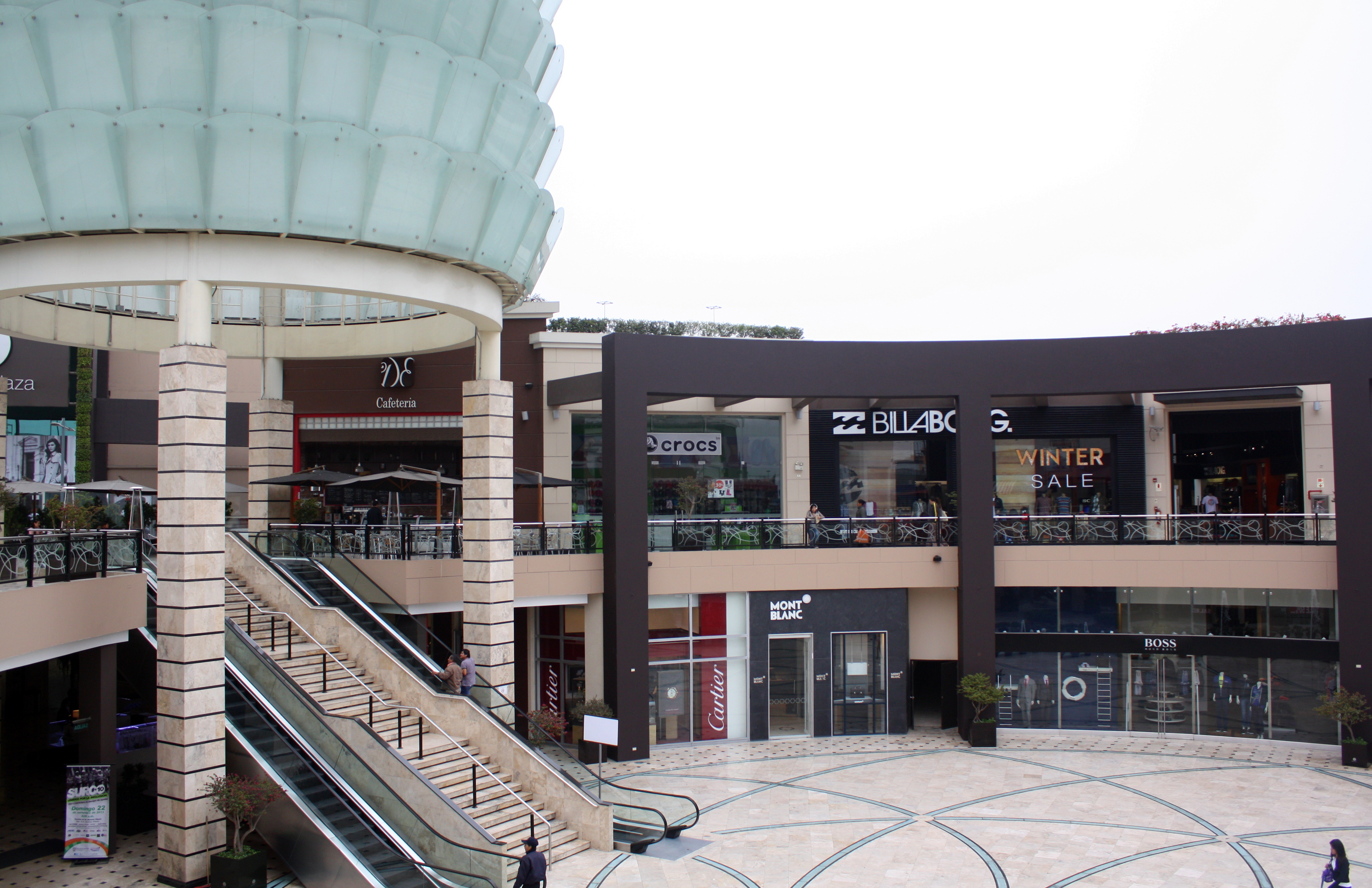
Jockey Plaza.

Das Centro Comercial Jockey Plaza in Surco gehört zu den größten Einkaufszentren der Stadt. Der Konsumtempel wurde im Stil einer US-amerikanischen Mall errichtet. Dort findet man unter anderem Supermärkte, Banken, Boutiquen, Sportgeschäfte, Heimwerkerläden und Restaurants.
Das Centro Comercial San Isidro besitzt eine ähnliche Ladenstruktur wie Jockey Plaza, aber kleiner. Das Centro de Entretenimiento Larcomar ist ein modernes, an der Uferpromenade gelegenes Einkaufszentrum mit zahlreichen Restaurants, Cafés, einem großen Kino und Bowlingbahnen. Ein weiteres groß angelegtes Einkaufszentrum ist das Centro Comercial San Miguel, nahe dem wichtigsten Zoo von Lima, dem Parque de las Leyendas, gelegen.
Der Mercado Central, ein Obst- und Gemüsemarkt, befindet sich im Zentrum von Lima, zwischen Huallaga und Ucayali. Auf der Rückseite des Parque Reducto erhält man mit dem Ökosiegel „Bio Latina“ ausgezeichnete Bioprodukte wie beispielsweise Vollkornbrot, Eier, Honig und Kaffee. Die Bioferia findet jeden Sonnabendvormittag statt. Der Mercado Indio in Miraflores, das Centro Artesanal Carabaya und das Centro Artesanal Santo Domingo bieten eine große Auswahl von peruanischem Kunsthandwerk (unter anderem Leder, Silber, Holz, Textilien, Keramik).

## Wirtschaft und Infrastruktur

### Wirtschaft

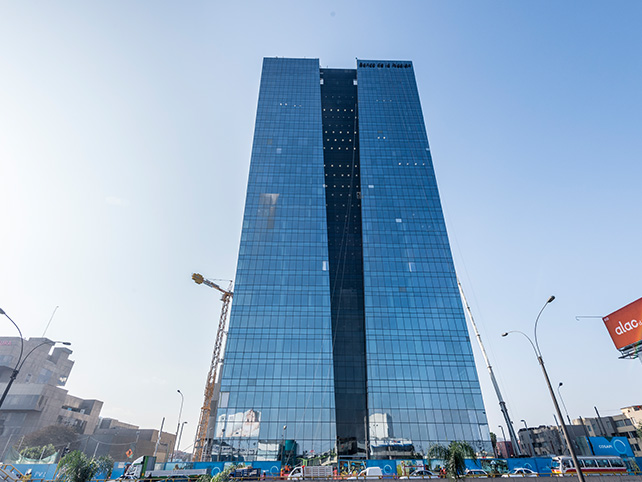
Gebäude Banco de la nación.

Die Hauptstadt ist das größte Wirtschaftszentrum des Landes. Die Metropolregion Lima ist mit rund 7.000 Betrieben der dominierende Schwerpunkt der industriellen Entwicklung geworden. Dazu trägt die große Zahl und höhere Qualität von Arbeitskräften, die Bedeutung des Absatzmarktes, die günstige Infrastruktur und insbesondere die Verkehrserschließung bei. Die bedeutendsten Wirtschaftszweige sind die Textil- und Bekleidungsindustrie sowie Nahrungs- und Genussmittel verarbeitende Industrien. Außerdem werden Chemikalien, Fahrzeuge, Fisch- und Erdölprodukte sowie Lederwaren hergestellt.
Siehe auch: Textilzentrum Gamarra
Limas Hafen in Callao ist einer der bedeutendsten Fischerei- und Handelshäfen Südamerikas und bewältigt 75 Prozent der Im- und Exporte Perus. Außerdem besitzt er ausgedehnte Kühlhaus-Kapazitäten und mehrere Trockendocks. Wichtigste Exportgüter des Hafens sind Erdöl, Kupfer, Eisen, Silber, Zink, Blei, Baumwolle, Zucker und Kaffee. Diese Rolle soll durch den San Lorenzo Hub Port auf der Isla San Lorenzo weiter ausgebaut werden.

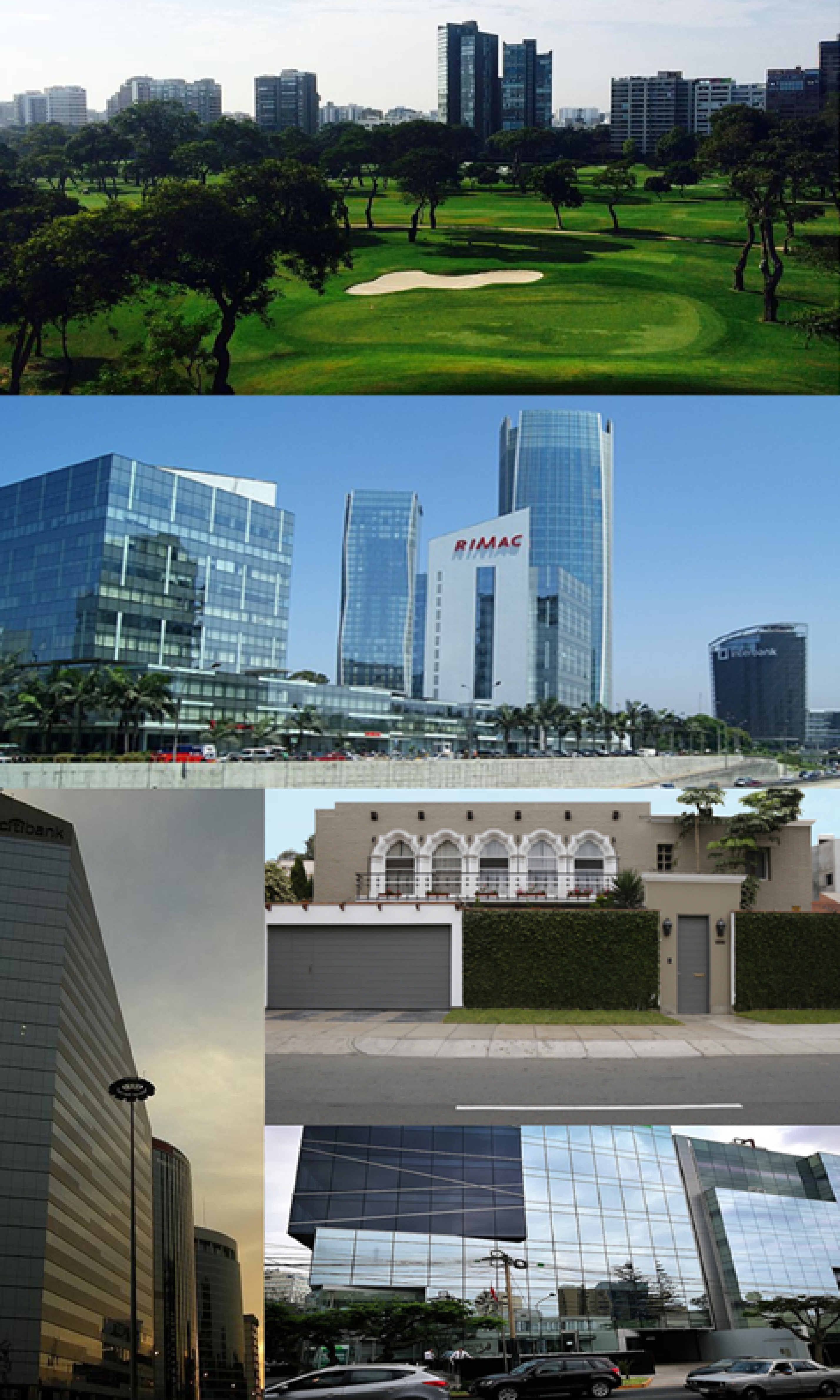
San Isidro.

Laut einer Studie aus dem Jahr 2014 erwirtschafte der Großraum Lima ein Bruttoinlandsprodukt von 176,4 Milliarden US-Dollar (KKB) was ein bedeutender Teil der gesamten Wirtschaftsleistung des Landes ist. In der Rangliste der wirtschaftsstärksten Metropolregionen weltweit belegte er damit den 70. Platz. Das BIP pro Kopf betrug 16.530 US-Dollar. Das durchschnittliche jährliche Wirtschaftswachstum der letzten fünf Jahre lag zwischen vier und fünf Prozent. Das durchschnittliche Monatseinkommen in Lima beträgt S/.1.238 (ca. 400 Euro) für die männlichen Einwohner, während es für die Frauen S/.839 sind (nur 67,8 % des Einkommens der Männer).
Der Fremdenverkehr spielt eine wichtige Rolle für die Wirtschaft von Lima. Mit knapp 4 Millionen ausländischen Besuchern stand Lima 2016 auf Platz 32 der meistbesuchten Städte weltweit und belegte den ersten Platz in Südamerika. Touristen brachten im selben Jahr Einnahmen von 1,4 Milliarden US-Dollar. Die meisten ausländischen Besucher kamen aus Südamerika, Europa und den USA.
Lima ist Sitz fast aller großen nationalen Konzerne, Banken und Versicherungen sowie der Bolsa de Valores de Lima (BVL), der Börse von Peru. Die 1860 als „Bolsa de Comercio de Lima“ gegründete Börse erhielt 1971 ihren heutigen Namen. Auch der größte Teil der ausländischen Betriebe in Peru hat sich in Lima angesiedelt. Das hat zu einer starken Konzentration der Industrie, insbesondere des Managements sowie der Forschungs- und Vertriebsabteilungen in Lima geführt. Auch die regionalen Verflechtungen der Industrie werden überwiegend von der Hauptstadt aus bestimmt, so dass die Metropolregion ein ausgeprägtes Zentrum-Peripherie-Verhältnis aufweist.
Probleme bereiten die hohe Luftverschmutzung durch den Schadstoffausstoß der Industrie und die Abgase der Kraftfahrzeuge (hohe Ozon- und Kohlenmonoxidwerte) sowie der Verkehrslärm. In der Industrie, die sich im Ballungsgebiet von Lima konzentriert, bestehen nur unzureichende Entsorgungs- und Reinigungskapazitäten für Abwasser, Abgas und Abfälle. Vor allem die Menschen in den Marginalsiedlungen sind durch Infektionserkrankungen gefährdet, die durch unzureichende hygienische Bedingungen und eine mangelhafte Trinkwasserversorgung begünstigt werden. Hinzu kommen Atemwegs- und Hauterkrankungen aufgrund der giftigen Emissionen der zahlreichen Industriebetriebe und des Autoverkehrs.
In einer Rangliste der Städte nach ihrer Lebensqualität belegte Lima im Jahre 2018 den 124. Platz unter 231 untersuchten Städten weltweit. Im Vergleich mit anderen südamerikanischen Hauptstädten lag es hinter Montevideo (Platz 77), Buenos Aires (Platz 91), Santiago de Chile (Platz 92) und Brasília (Platz 108) aber noch vor Bogotá (Platz 128) und Caracas (Platz 193).

### Verkehr

#### Fernverkehr

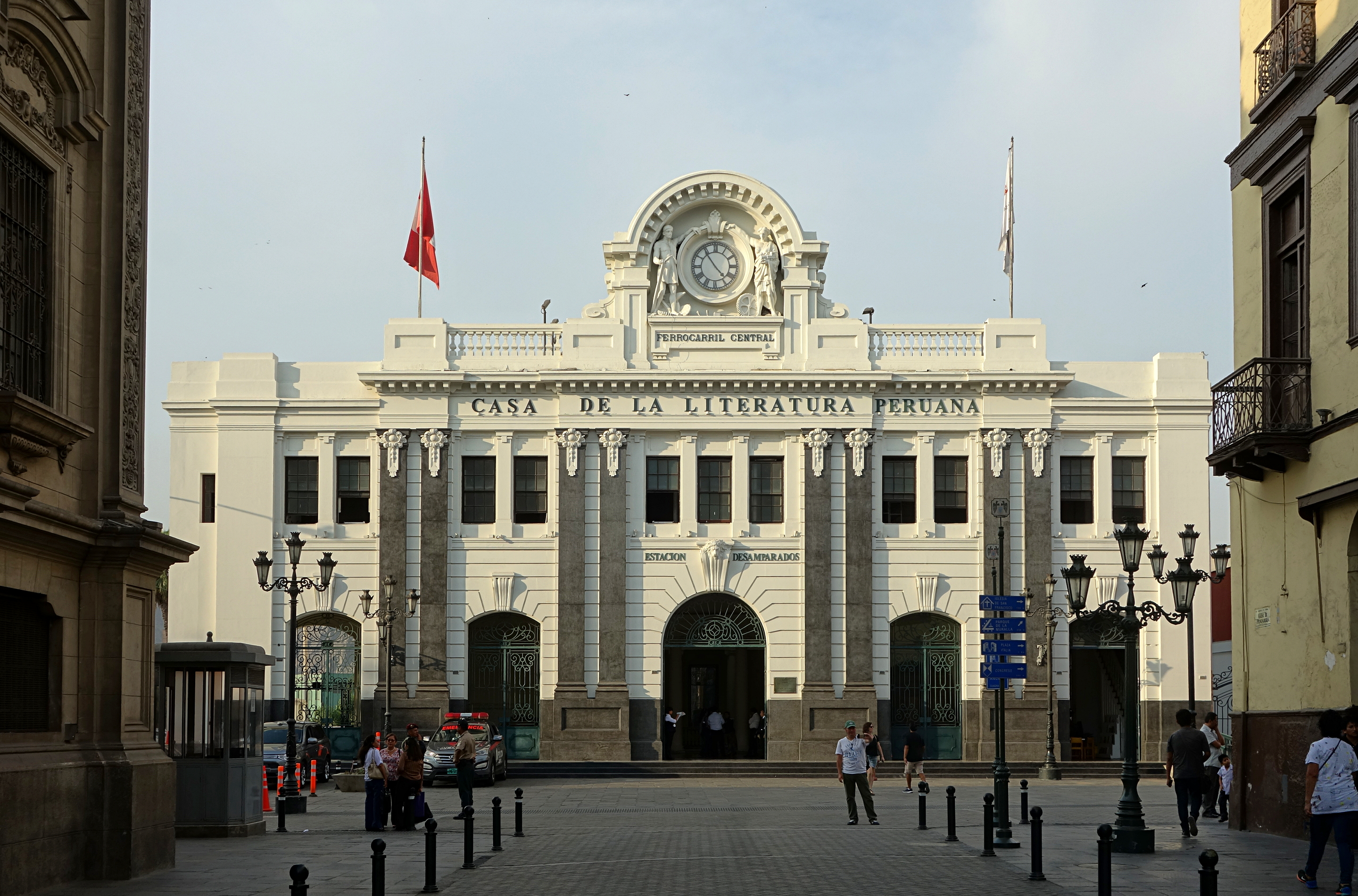
Bahnhof Desamparados

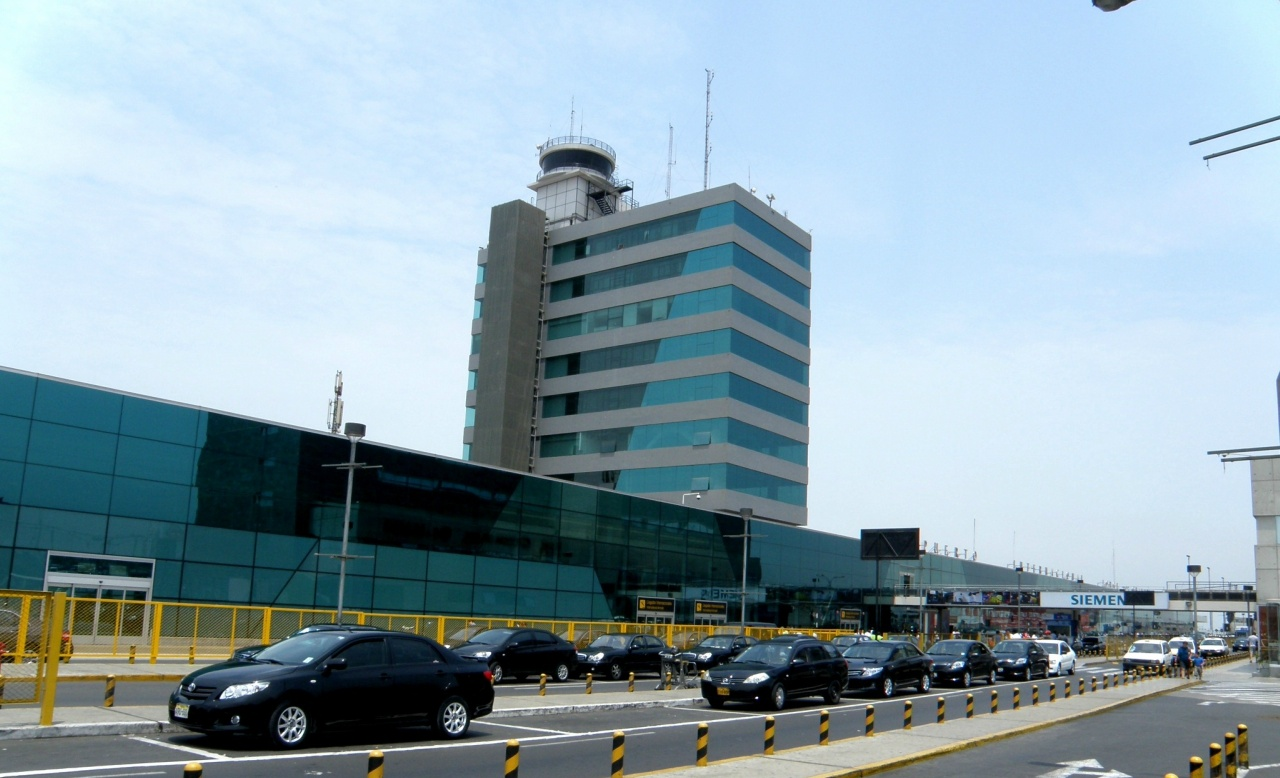
Flughafen Lima

Die größte Stadt des Landes ist der wichtigste Verkehrsknotenpunkt Perus mit einem internationalen Flughafen und Anbindung an die Panamericana. Letztere ist die wichtigste Straßenverbindung aus Lima heraus. Sie führt in Richtung Norden (Panamericana Norte; Grenze zu Ecuador) und nach Süden (Panamericana Sur; Grenze zu Chile) entlang der Pazifikküste zur jeweiligen Grenze. Die Fahrtzeit beträgt rund 15 bis 20 Stunden. Die West-Ost-Verbindung in die Anden nennt sich Carretera Central. Sie führt zunächst nach La Oroya, wo sich die Straße gabelt. Richtung Norden gelangt man über Tingo Maria nach Pucallpa, Richtung Süden geht es nach Huancayo.
In Lima gibt es 131 Busbahnhöfe, 49 davon ohne behördliche Genehmigung. Zu den offiziellen Busterminals gehören Yerbateros, (Carretera Central, San Luis); Atocongo, (C./Los Álamos, Surco) und Plaza Norte (Av. Túpac Amaru Independencia).
Die erste Bahnstrecke in Südamerika wurde am 17. Mai 1851 zwischen Lima und dem 13 Kilometer entfernten Callao in Betrieb genommen. Die heutige Strecke zwischen beiden Städten, Teil der Bahnstrecke Lima–La Oroya, verläuft aber auf einer anderen Trasse.
Der „Hauptbahnhof“ von Lima war die Estación de Desamparados in der Javier Ancash, unweit der Plaza Mayor im Zentrum Limas. Da es hier keinen planmäßigen Personenverkehr mehr gibt, wird das repräsentative Empfangsgebäude heute kulturell genutzt. Zwischen April und November verkehrt monatlich ein touristischer Zug der Ferrocarril Central Andino zwischen Lima und Huancayo über die Strecke. Ein S-Bahn-ähnlicher Schienenverkehr auf einem Teilstück der Bahnstrecke Lima – La Oroya befand sich im Jahr 2024 in Vorbereitung.
Der internationale Flughafen von Lima heißt Aeropuerto Internacional Jorge Chávez. Er liegt an der Avenida Faucett, rund 15 Kilometer nordwestlich des Stadtzentrums in Callao. Dort starten und landen alle nationalen beziehungsweise internationalen Flüge. Der Flughafen wurde 1960 eröffnet und verfügt über eine Start- und Landebahn. Seit 2001 wird er von „Lima Airport Partners“ (LAP), einem Joint Venture der Unternehmen „Alterra Partners“ und Fraport AG betrieben. Weiterhin liegt im südlichen Stadtteil San Bartolo der Flugplatz Lib Mandi.

#### Nahverkehr
Am 24. März 1878 fuhr die erste Pferdestraßenbahn und am 17. Februar 1904 die erste elektrische Straßenbahn in Lima. Der Betrieb wurde am 18. September 1965 eingestellt. Trolleybusse verkehrten zwischen 1928 und 1931 in der Stadt.
In Lima gibt es einen 35 Kilometer langen Abschnitt der am 18. Januar 2003 eröffneten Metro de Lima. Die Metro verkehrt täglich zwischen 6 und 22 Uhr. Seit Dezember 2023 ist die initiale Teilstrecke einer zweiten Metrolinie in Betrieb.
Es verkehren Gliederbusse in eigenen Fahrspuren zwischen dem Süden (Chorrillos) und dem Norden. Die Länge der Busspur beträgt 26 km. Es gibt 38 Haltestellen. Mit dem Bau des „Metropolitano“ genannten Transportsystems wurde 2006 unter Luis Castañeda Lossio begonnen. Es ist seit dem 28. Juli 2010 in Betrieb. Dazu kommen noch Zubringerbusse, welche Passagiere aus den Außenbezirken an die Knotenpunkte bringen.
Der öffentliche Nahverkehr wird daneben privat von Bussen, Kleinbussen, Taxis und in einigen Stadtvierteln auch von Mototaxis abgewickelt. Dementsprechend chaotisch ist der Straßenverkehr. Feste Haltestellen finden sich nur an wenigen Stellen. Wer mitfahren möchte, stellt sich an den Straßenrand und macht ein Handzeichen. Auf den Hauptverkehrsachsen der Stadt verkehren Transportmittel im Sekundentakt. Das Fahrtziel steht an der Frontscheibe angeschrieben.
In den letzten Jahren hat sich die Anzahl der Taxis auf Limas Straßen vervielfacht. Grund hierfür sind die schlechte wirtschaftliche Lage, die niedrigen Gehälter und die hohe Arbeitslosigkeit. So ist es keine Ausnahme, wenn ein Taxifahrer über einen akademischen Abschluss verfügt oder als Arzt in einem Krankenhaus gearbeitet hat. Viele der privaten Taxifahrer besitzen kein eigenes Fahrzeug und müssen von ihrem niedrigen Arbeitsentgelt die Wagenmiete bezahlen.

#### Radwege
Teilweise gibt es in Lima Radwege. Dies vor allem in den wohlhabenderen Vierteln wie Miraflores.

#### Bahn
Lima ist mit der Bahnstrecke Lima – La Oroya an das peruanische Eisenbahnnetz angeschlossen, wobei die Strecke derzeit nur im Güterverkehr befahren wird. Bis 2026 ist die Aufnahme eines Vorortverkehres auf der Strecke bis nach Chosica geplant.

### Medien

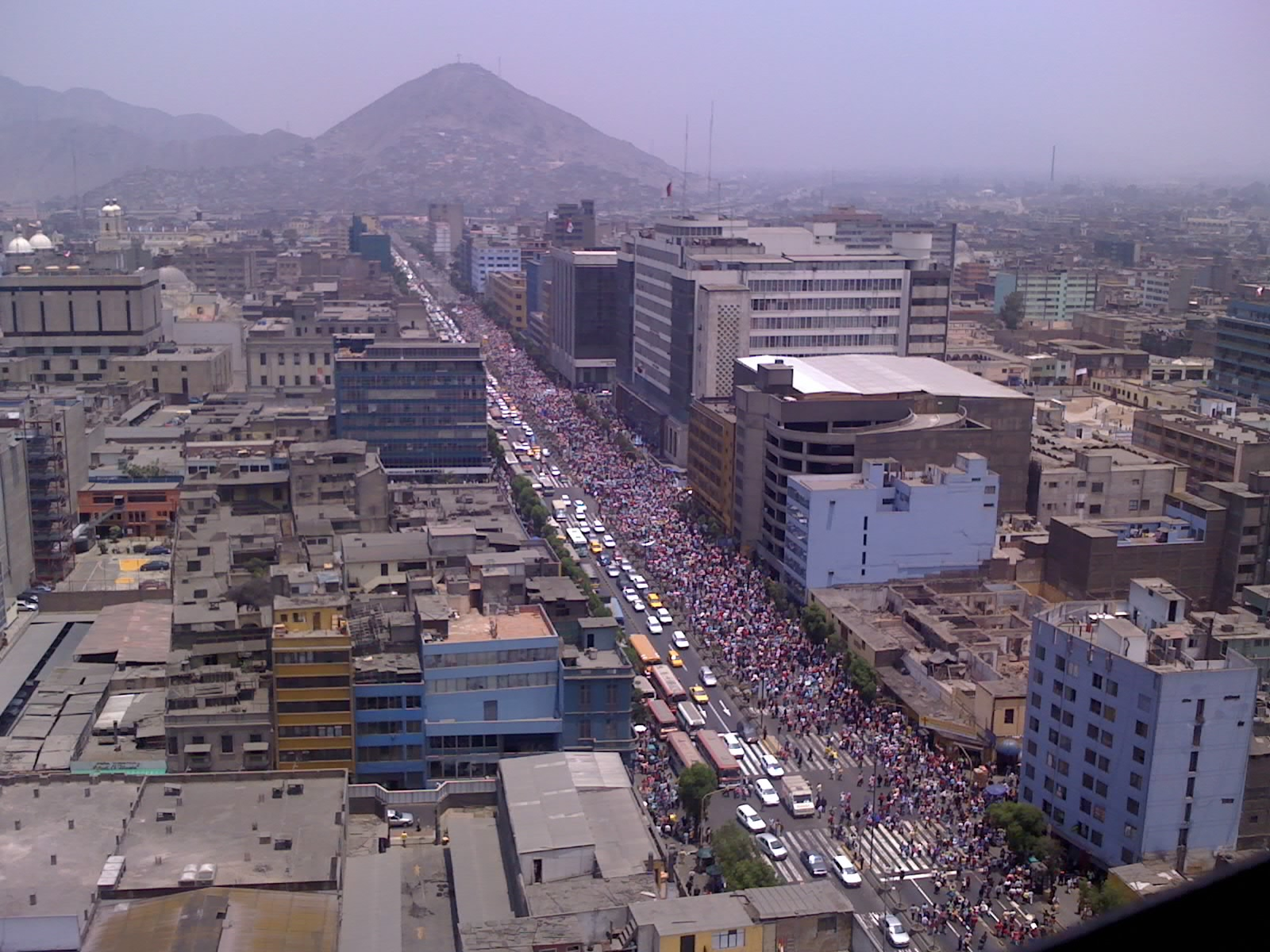
Avenida Abancay

Zu den wichtigsten Tageszeitungen in Lima gehören das Amtsblatt El Peruano, die linksoppositionelle La República, die konservative Zeitung El Comercio, die als regierungsfreundlich geltende Tageszeitung Expreso sowie die Zeitschrift Caretas. Weitere Zeitungen in der Hauptstadt sind Diario Correo, El Bocón, Informalisimo, Ojo und Gestión.
Bedeutende Radiostationen sind Radio Alpamayo, Radio América, Radio Nacional, Radio A, Radio Inca Sat, CPN und RPP Noticias 2, die alle ein breites Angebot an Informationen und Musik ausstrahlen. Weitere Rundfunkstationen sind die christlichen Sender Radio Santa Rosa, Radio María, Sol – Frecuencia Primera und La Luz, die Sportsender Radio Ovación und RPP Noticias 1, Radio 100 (erstes peruanisches Radio im FM-Sendebereich), Radio Rítmo Romantica und Panamericana Radio.
Die wichtigsten landesweit ausgestrahlten Fernsehstationen sind América Televisión, ATV, Frecuencia Latina, Panamericana und Red Global. Die Sender bieten einen Mix aus Information, Unterhaltung, Sport und Spielfilmen. Kabel- und Satellitenfernsehen ist noch nicht sehr verbreitet und wird fast ausschließlich von Menschen der oberen Einkommensschichten genutzt.

### Bildung
Von den 13 Hochschulen in Lima sind die am 12. Mai 1551 eröffnete Universidad Nacional Mayor de San Marcos – die älteste Südamerikas – die 1896 errichtete Universität für Ingenieurwesen (Universidad Nacional de Ingeniería) und die agrarwissenschaftliche Universität (Universidad Nacional Agraria La Molina) von 1902 die bekanntesten.
Die Universität San Marcos wurde im Dominikanerkloster von Lima auf Anweisung von Fray Thomas de San Martín gegründet, aber unter der Herrschaft des Vizekönigs Francisco de Toledo (1515–1582) den Dominikanern entzogen und weltgeistlicher Verwaltung unterstellt. Die Mönchsorden stellten weiterhin nach einem Proporzsystem die Hochschullehrer, die in den ordenseigenen Colegios dafür ausgebildet wurden. Im Jahre 2002 waren an der Universität 29.710 Studenten und weitere 3549 postgraduierte Studenten immatrikuliert.
Die 1917 eröffnete Katholische Universität (Pontificia Universidad Católica del Perú) ist die älteste private Universität des Landes. Sie gliedert sich in zehn Fakultäten. An diesen werden etwa 40 verschiedene Studiengänge angeboten.

### Wasserversorgung
Für die Wasserversorgung ist das in staatlicher Hand befindliche Unternehmen SEDAPAL (Servicio de Agua Potable y Alcantarillado para Lima) verantwortlich. Lima ist nach Kairo die größte in einer Wüste befindliche Stadt. Das Wasser kommt von drei Aufbearbeitungsanlagen aus den Anden (Chillón, Huachipa und y La Atarjea).

## Söhne und Töchter der Stadt
Zu den Söhnen und Töchtern der Stadt Lima gehören u. a. folgende Persönlichkeiten.
Politiker:
- Juan Egaña Risco (1768–1836), chilenischer Politiker peruanischer Herkunft und 1823 Staatsoberhaupt Chiles für eine Woche
- Felipe Santiago de Salaverry (1806–1836), General und Präsident Perus von 1835 bis 1836
- Antonio Arenas (1808–1891), Jurist, Militär, Politiker und von 1885 bis 1886 Präsident von Peru
- Juan González de la Pezuela y Ceballos (1809–1906), spanischer Politiker und Diplomat
- Manuel Yrigoyen Arias (1830–1912), Diplomat und Politiker
- José Pardo y Barreda (1864–1947), Politiker, Präsident Perus von 1904 bis 1908 und von 1915 bis 1919
- Pedro Gerardo Beltrán Espantoso (1897–1979), Ökonom, Diplomat, Verleger und Politiker
- Carlos Moreyra y Paz Soldán (1898–1981), Politiker
- Fernando Belaúnde Terry (1912–2002), Architekt und Politiker, Präsident Perus von 1963 bis 1968 und von 1980 bis 1985
- Fernando Schwalb López Aldana (1916–2002), Politiker
- Javier Pérez de Cuéllar (1920–2020), Diplomat, Politiker, von 1982 bis 1991 Generalsekretär der Vereinten Nationen und von 2000 bis 2001 peruanischer Premierminister
- Efraín Goldenberg Schreiber (* 1929), Politiker, 1994/95 Premierminister von Peru
- Alberto Fujimori (1938–2024), japanisch-peruanischer Politiker, Präsident Perus von 1990 bis 2000
- Carlos Ferrero Costa (1941–2025), Ministerpräsident Perus und Präsident des Kongresses von Peru
- Allan Wagner Tizón (* 1942), Diplomat und Politiker
- Óscar Maúrtua (* 1947), Rechtsanwalt, Diplomat und Politiker
- Alan García (1949–2019), Rechtsanwalt und Politiker; Präsident Perus von 1985 bis 1990 und von 2006 bis 2011
- Pedro Cateriano (* 1958), ehemaliger Verteidigungsminister, Premierminister

Sportler:
- Jorge Sarmiento (1900–1957), Fußballspieler
- Mario de las Casas (1901 oder 1905–2002), Fußballspieler und -trainer
- José María Lavalle (1902 oder 1911–1984), Fußballspieler
- Antonio Maquilón (1902–1984), Fußballspieler
- Domingo García (1904–1986), Fußballspieler
- Eduardo Astengo (1905–1969), Fußballspieler
- Alberto Denegri (1906–1973), Fußballspieler und -trainer
- Plácido Galindo (1906–1988), Fußballspieler
- Jorge Góngora (1906–1999), Fußballspieler
- Alberto Soria (1906–1980), Fußballspieler
- Demetrio Neyra (1908–1957), Fußballspieler
- Alejandro Villanueva (1908–1944), Fußballspieler
- Juan Valdivieso (1910–2007), Fußballspieler und -trainer
- Félix Salinas (1939–2021), Fußballspieler
- Alberto Gallardo (1940–2001), Fußballspieler und -trainer
- Luis Cruzado (1941–2013), Fußballspieler
- Nicolás Fuentes (1941–2015), Fußballspieler
- Oscar Quiñones Carrillo (* 1941), Schachspieler und -lehrer
- José del Castillo (1943–2023), Fußballspieler und -trainer
- Pedro González (* 1943), Fußballspieler
- Ramón Mifflin (* 1947), Fußballspieler, -trainer und Sportkommentator
- Salvador Salguero (* 1951), Fußballspieler
- Eusebio Acasuzo (* 1952), Fußballspieler
- César Cueto (* 1952), Fußballspieler
- Guillermo La Rosa (* 1952), Fußballspieler
- Ernesto Labarthe (* 1956), Fußballspieler
- Cecilia Tait (* 1962), Volleyballnationalspielerin
- Jaime Yzaga (* 1967), Tennisspieler
- Roberto Carcelén (* 1970), Skilangläufer
- Claudio Pizarro (* 1978), Fußballspieler
- Vera Yupanqui (* 1982), Fußballschiedsrichterassistentin
- Rodrigo Pacheco (* 1983), Badmintonspieler
- Jefferson Farfán (* 1984), Fußballspieler
- José Carvallo (* 1986), Fußballspieler
- Christian Ramos (* 1988), Fußballspieler
- Aldo Corzo (* 1989), Fußballspieler
- Carlos Cáceda (* 1991), Fußballspieler
- Miguel Araujo (* 1994), Fußballspieler
- Nilson Loyola (* 1994), Fußballspieler
- Pedro Aquino (* 1995), Fußballspieler
- Sergio Peña (* 1995), peruanisch-spanischer Fußballspieler
- Kazuyoshi Shimabuku (* 1999), Fußballspieler
- Matías Succar (* 1999), Fußballspieler

Musiker:
- José Bernardo Alcedo (1788–1878), Komponist
- Renzo Bracesco (1888–1982), italienischer Komponist und Musikpädagoge
- Raoul de Verneuil (1899–1975), Komponist und Dirigent
- Celso Garrido Lecca (1926–2025), Komponist
- Luigi Alva (1927–2025), Sänger
- Pozzi Escot (* 1933), US-amerikanische Komponistin
- Betty Missiego (* 1945), spanische Schlagersängerin peruanischer Herkunft
- Ernesto Palacio (* 1946), Tenor und Opern-Agent
- Lissette (* 1947), kubanische Sängerin, Komponistin und Schauspielerin
- Lorenzo Palacios Quispe (1950–1994), Sänger und Musiker
- Juan Diego Flórez (* 1973), peruanisch-österreichischer Opernsänger
- Jorge Villavicencio Grossmann (* 1973), Komponist und Musikpädagoge

Schriftsteller:
- Ricardo Palma (1833–1919), Schriftsteller und Dichter
- Julio Ramón Ribeyro (1929–1994), Schriftsteller
- Alfredo Bryce Echenique (* 1939), Schriftsteller
- Isabel Allende (* 1942), chilenisch-US-amerikanische Schriftstellerin und Journalistin
- Alonso Cueto (* 1954), Schriftsteller
- Álvaro Vargas Llosa (* 1966), Schriftsteller und Publizist